# Histoire de la reliure occidentale
Pour l'histoire des reliures orientales, voir Reliure orientale.
Cet article présente les faits saillants de l'histoire de la reliure occidentale traditionnelle, ainsi que l’évolution de ses matériaux et ses techniques

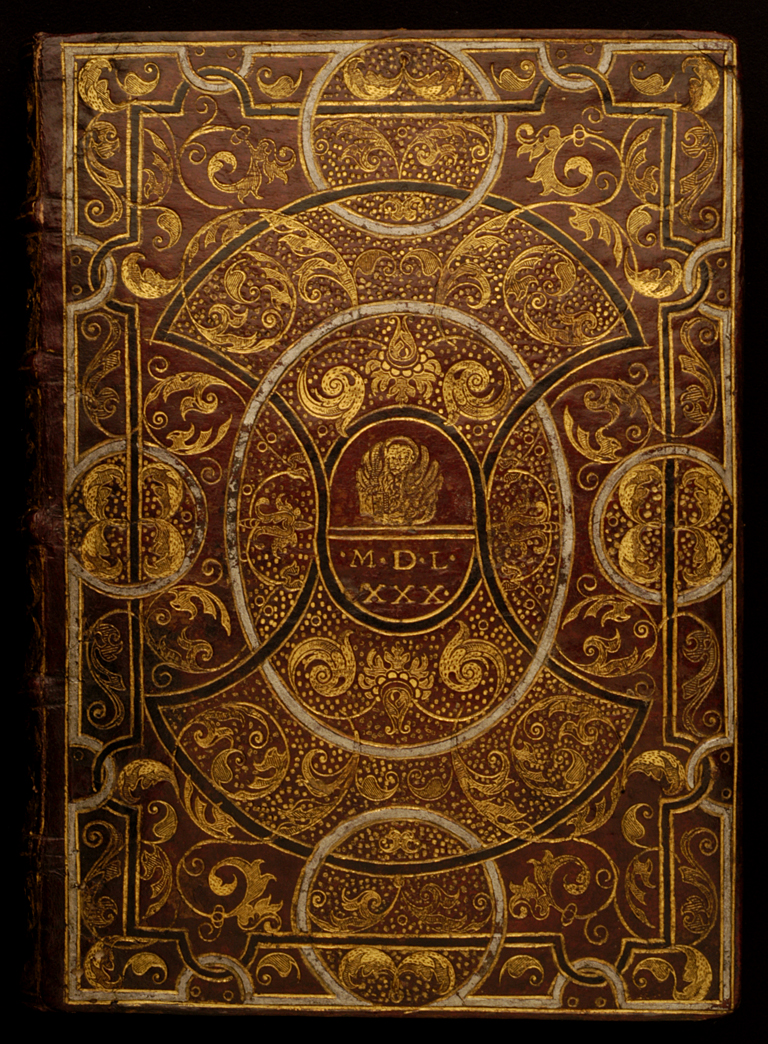
Reliure Renaissance, vers 1580.

## Le Moyen Âge

### DuIVesiècleauXesiècle: la généralisation du codex en Occident

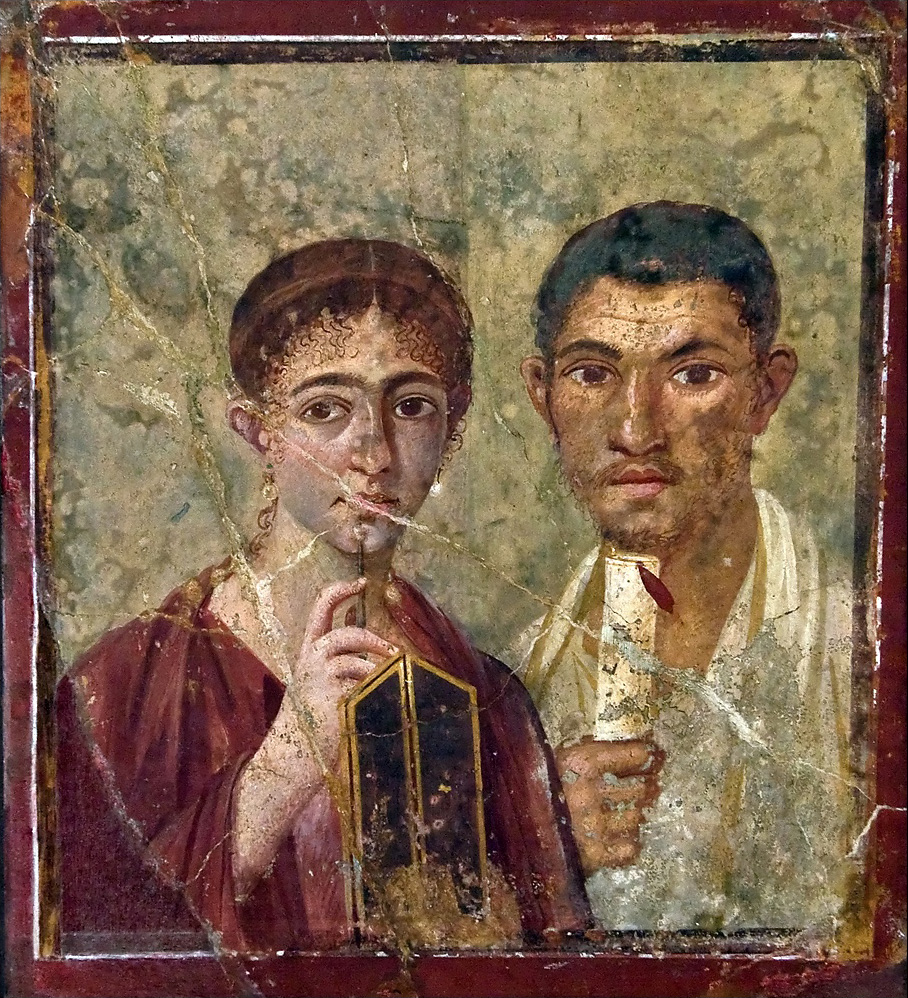
Les tablettes de cire (tenues par le personnage de gauche), considérées comme première forme de reliure.

Le livre, appelé codex à son origine, se distingue du volumen par l'assemblage de feuilles pliées en cahiers et reliées. Son développement est étroitement lié à l’invention du parchemin (pergamenum, originaire de Pergame). La première mention d’un livre en parchemin apparaît dans les épigrammes de Martial (I, 3), où il évoque de petites tablettes en parchemin (breuibus membrana tabellis). Le codex se généralise au IVe siècle,, avec l'utilisation du parchemin (pergamenum ; originaire de Pergame), et pour des raisons pratiques, va remplacer totalement le volumen (rouleau de papyrus) au cours du Ve siècle. D'après les recherches de l'historien du livre Pascal Fulacher, les premières « reliures » occidentales, dérivées du codex, dateraient du VIIe siècle.
Dans les monastères, seuls lieux de fabrication des reliures, les textes religieux sont copiés sur le parchemin de mouton, de veau ou d'âne, en prévision d'un pliage simple ou d'un double-pliage de la feuille pour former un cahier. Le ligator (ancêtre du relieur ; du latin ligare : « lier ») coud ensuite les cahiers les uns aux autres avec du fil de lin ou de chanvre, suivant la technique des monastères byzantins,. L'ensemble est protégé et mis en valeur par une « liure » faite de deux planchettes de bois (les « ais ») d'orme, de chêne, de cèdre ou de sapin,,. C'est à cette époque qu'est produit le premier exemplaire de La Cité de Dieu, ainsi que le Codex Vaticanus (une traduction grecque de la Bible).
Pour plus de solidité dans l'assemblage des cahiers, la technique de couture évolue au cours du VIIIe siècle, et les moines latins mettent au point la couture dite sur  « nerfs ». Ces nerfs, constitués de véritables nerfs de bœufs dans un premier temps, sont fixés à une planchette en passant dans son épaisseur (cette planchette formant le premier plat du livre et servant de base pour la couture). Les cahiers sont cousus autour de ces nerfs perpendiculaires, et les extrémités de nerfs sont fixées au deuxième ais en fin de couture, rendant l'ensemble solidaire. Au moins jusqu'au XIIe siècle ou XIIIe siècle, les ais tombent à plat sur les cahiers et les dos des reliures restent plats. Une étude récente (2025), notamment basée sur l'analyse de l'ADN ancien et du collagène, a montré que le cuir de certaines reliures extérieures intrigantes des XIIe et XIIIe siècles venant de monastères cisterciens de France, Belgique et Royaume-Uni était de la peau de phoque (phoque commun mais aussi phoque du Groenland et phoque barbu).
Les nerfs de bœufs sont remplacés peu à peu par des lanières de peau, du parchemin roulé ou, plus tard au IXe siècle, par des doubles septains (ficelle de chanvre tressée à sept brins),,. Généralement au nombre de trois à neuf selon le format du volume, ces nerfs forment des bourrelets visibles sur le dos. Le terme de « nerf » sera toujours traditionnellement utilisé pour désigner les bourrelets formés (même de manière factice) sur le dos d'une reliure.

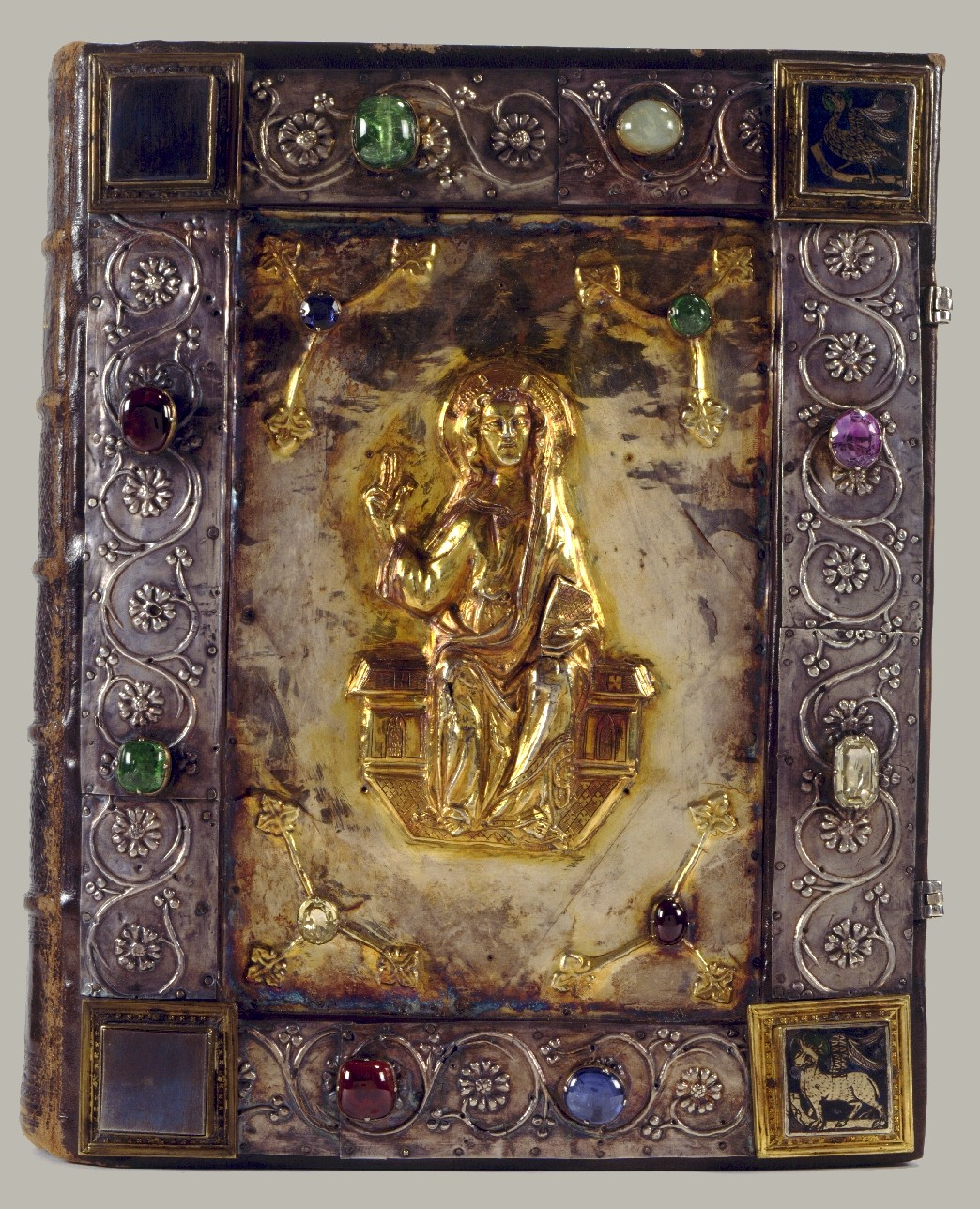
Reliure d'orfèvrerie (IX).

Les cuirs sont encore rarement utilisés. Lorsque c'est le cas, la peau couvrant la reliure se trouve clouée à l'intérieur des ais (sans collage) et décorée dans un premier temps par des incisions de motifs, essentiellement des entrelacs et lignes diagonales. Il s'agit le plus souvent de décors incrustés à même le bois ou, pour les plus précieux exemplaires, d'incrustations d'ivoire et de pierres précieuses (reliures d'orfèvrerie, aussi nommées reliures d'apparat). Parfois, les plaques d'ivoire ou anciens diptyques sont réemployés et incrustés sur les plats de ces reliures,. Il est cependant difficile de dater avec précision les premières utilisations de l'orfèvrerie sur les livres : le plus ancien exemple retrouvé daterait de l'an 326 (un évangéliaire offert par Constantin à Rome).

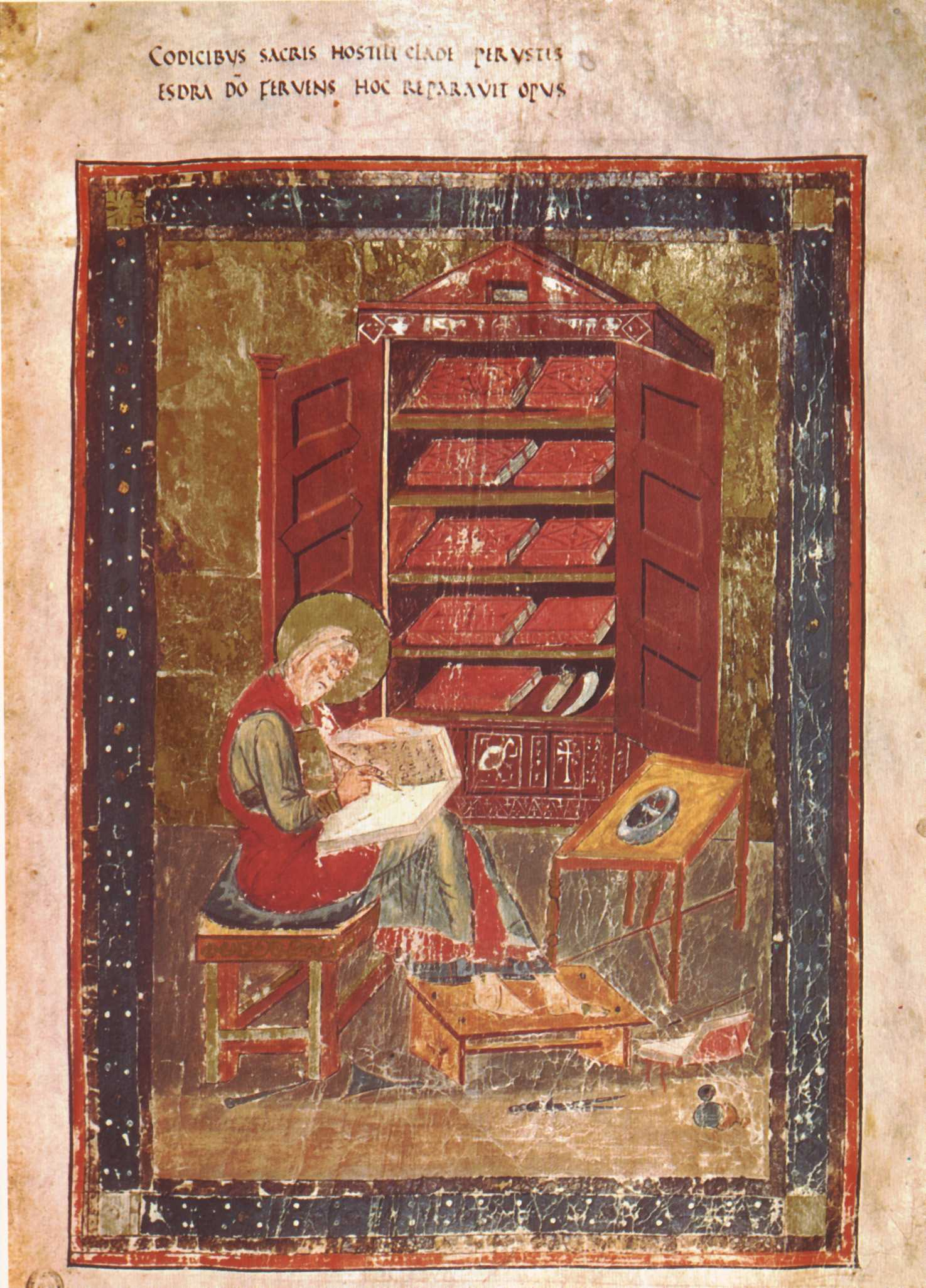
Bibliothèque du début du Moyen Âge contenant une dizaine de codices (illustration figurant dans le Codex Amiatinus, an 692).

Comme les quelques livres réalisés sont rangés couchés les uns sur les autres, des « oreilles » de cuir peuvent être cousues aux extrémités des cahiers, permettant de les attraper facilement. Des gros clous, appelés « cabochons » et « ombilics », peuvent aussi être placés respectivement aux angles et au centre des plats, permettant de faire circuler l’air entre chaque volume,, mais aussi de protéger les matériaux de couvrure contre les frottements. De même, des renforts en cuivre, appelés « cornières », sont régulièrement ajoutés aux angles de la reliure, et pour contrer l'emprise de l'humidité sur le parchemin, la reliure est régulièrement maintenue fermée par des fermoirs en métal.
À l'époque carolingienne, des ateliers de scribes (scriptoria) et des « bibliothèques » prennent naissance au sein des institutions religieuses, permettant de conserver et de transmettre l'héritage grec et latin. Les bibliothèques les plus fournies comptent alors quelques dizaines de reliures, qui, jusqu'au XIe siècle environ, sont « liées » presque exclusivement par les moines « lieurs de livres ». La réalisation d'un manuscrit de dimension moyenne, en tenant compte notamment du temps passé à sa copie, son enluminure et sa reliure, demande à cette époque trois à quatre mois de travail (certains nécessitant plusieurs années).

### DuXIesiècleauXIIIesiècle: les premiers artisans «lieurs» et le développement des bibliothèques laïques

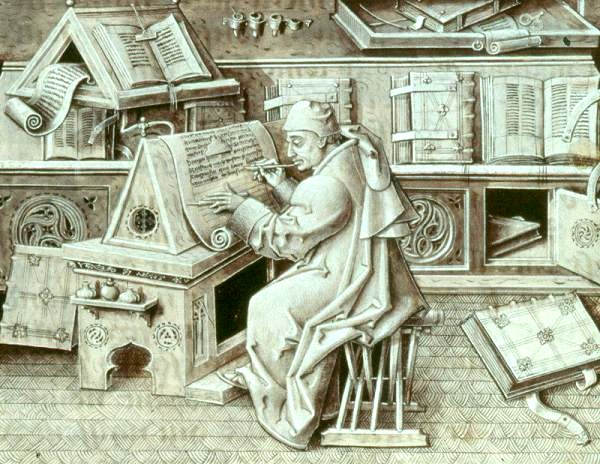
Le copiste Jean Miélot entouré de reliures à fermoirs et cabochons, dans la bibliothèque du duc de Bourgogne.

Au XIe siècle, le livre commence à être accessible au monde laïc. Le nombre de manuscrits se multiplie et les formats varient. Les premières universités engendrent bientôt l'ouverture de nouvelles grandes bibliothèques hors des monastères, ainsi que l'ouverture en ville, dès le XIIIe siècle, des premiers ateliers d'artisans : parcheminiers, copistes, enlumineurs, relieurs et libraires. En royaume de France, les artisans sont cependant tenus, par les chartes du travail en vigueur, de n'exercer qu'une seule profession (en l'occurrence pour le relieur, à uniquement lier et couvrir le livre). Les « lieurs » de la ville de Paris (au nombre de 17 en 1299) doivent donc faire appel en parallèle aux services de menuisiers pour le façonnage des ais, et d'orfèvres pour leur décor.
Au cours des XIIe et XIIIe siècles, le contenu du livre connaît quelques modifications. L'écriture change : la lettre caroline évolue progressivement vers la gothique, généralisée à travers toute l'Europe, et dans un souci de clarté, les copistes en viennent à numéroter les feuillets (foliotation), effectuer des paginations et créer les premiers systèmes d'indexation.
Les reliures d'orfèvrerie, bien que toujours réalisées, se font plus rares et c’est à cette époque, aux XIIe et XIIIe siècles, que les reliures couvertes en cuir se développent davantage ; celles-ci, bien qu'exécutées en nombre dans les ateliers d'artisans de la ville, sont souvent nommées « reliures monastiques » du fait d'avoir été exécutées en premier lieu dans les monastères,. Elles sont plus légères, et d'un format plus petit et plus maniable : le livre se destine de plus en plus à la vente.

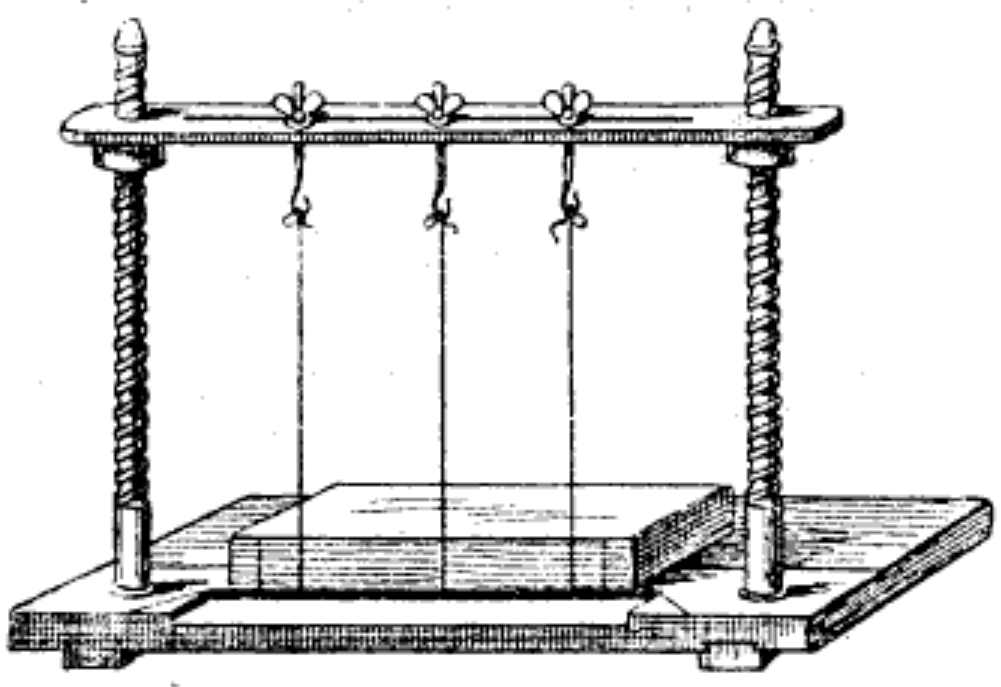
Un cousoir (avant 1915).

Leur structure évolue légèrement : les ais s’affinent ; la couture peut désormais être réalisée plus aisément, à l’aide d’un cousoir, inventé par les moines latins autour du XIe siècle, et qui permet de maintenir les « nerfs » tendus pendant le processus. Les nerfs peuvent se présenter désormais sous forme de lanières ou rubans de cuir fendus (dédoublés),. Dès lors que le cousoir est utilisé, les ais ne servent plus de support de couture et sont fixés ultérieurement.
Pour la fixation des ais, à partir du XIIIe siècle, les nerfs passent d'abord par-dessus la planchette, formant un léger prolongement du bourrelet au niveau des charnières (ou des « mors »). Ils traversent ensuite l'ais grâce à un perçage transversal du bois, et sont bloqués dans les plats par des chevillettes. Le dos de la reliure est légèrement bombé : les ais sont parfois chanfreinés au niveau des mors extérieurs, accentuant cet effet arrondi sous la couvrure. Occasionnellement, un bourrelet de cuir tissé peut venir renforcer le volume en coiffes de tête et de queue, et permet aussi de l'attraper facilement. Au XIIe siècle ou XIIIe siècle apparaissent également les « chasses » : les ais sont taillés plus grands que le bloc de cahiers, permettant de protéger davantage les tranches lors des frottements. Ces chasses sont généralement chanfreinées, pour plus d'élégance.
Pour la couvrure, les relieurs utilisent des peaux grossièrement préparées d'animaux d'élevage, comme la peau de mouton (basane), de truie, d'âne, de veau, ou celles d'animaux sauvages comme le cerf ou le daim,. Ces cuirs peuvent être ensuite teintés (dès le XIIe siècle) en rouge, vert ou brun. La couvrure étant, à partir du XIIe siècle ou XIIIe siècle, collée à l’ouvrage — une colle à base de farine de blé, de gélatine d'os ou de peau —, les nerfs sont plus saillants. Les reliures comportent encore, régulièrement, des coins en métal et des cabochons. Elles peuvent être couvertes d'étoffes à partir du XIIIe siècle.

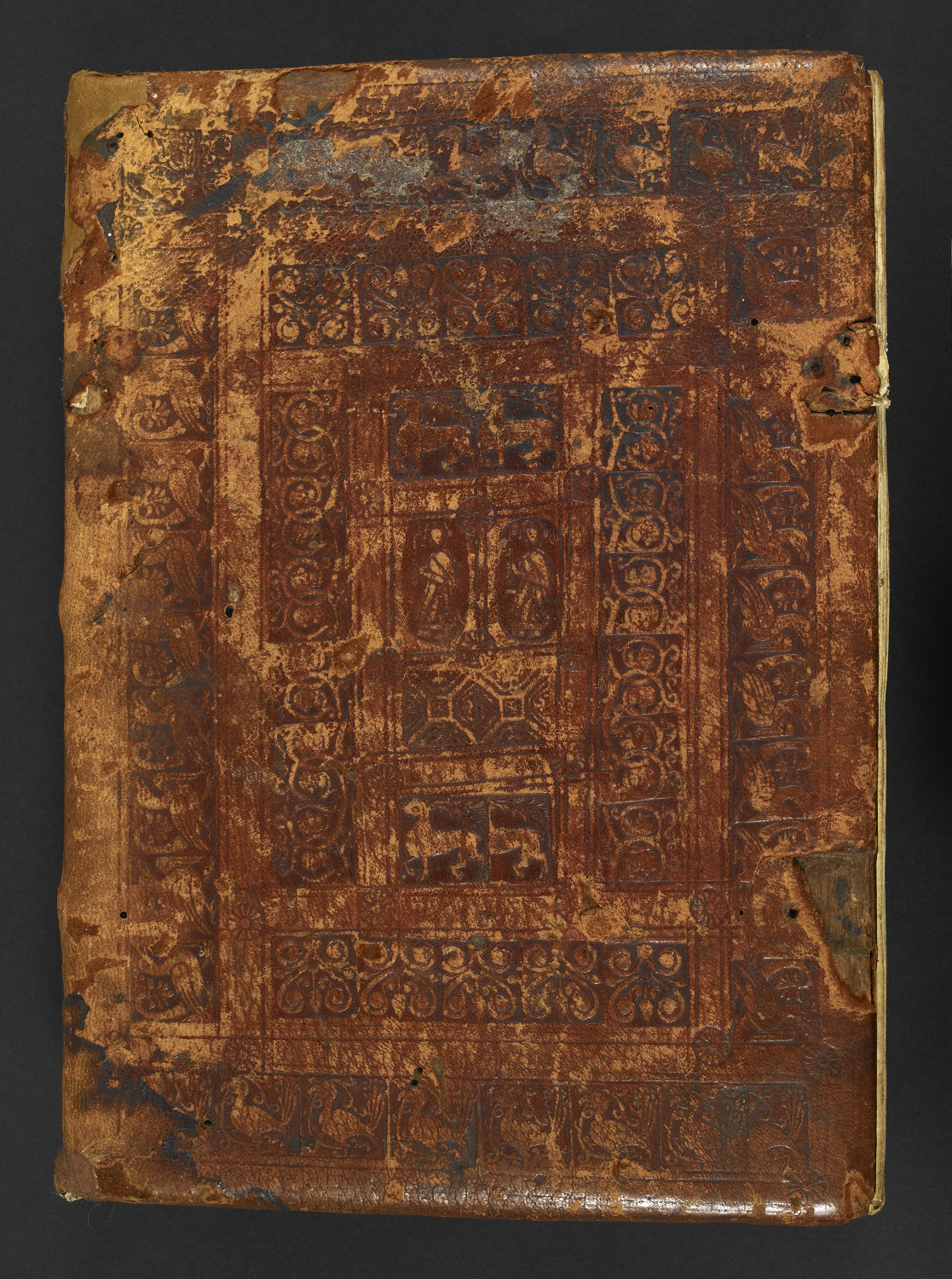
Reliure du XII (restaurée) avec décor estampé à froid, comportant des traces d'anciens fermoirs en métal.

Pour la décoration des reliures en cuir, la technique de l'estampage à froid est mise au point dans les Flandres, et couramment utilisée en France à partir du XIIe siècle ou XIIIe siècle, : il s'agit d'un décor préalablement gravé sur un bloc en bois très dur (poirier ou buis), qui est ensuite pressé longtemps et fortement contre le cuir humide de la reliure pour y imprimer le motif,,. L'évolution de cette technique va entraîner, du XIIe siècle au XVe siècle environ, la gravure en creux des premiers poinçons (fleurons) et plaques de fer à base géométrique (carré, rectangle, losange, cercle) : le motif gravé sur le fer (généralement de thème animalier : loup, oiseau, griffon, etc.) apparait en relief sur la reliure, sur un fond de cuir écrasé et assombri,. Certains décors peuvent s'inspirer de l'architecture, avec l'utilisations de filets, de rosaces et de palmettes. Faire chauffer les fers permet d'obtenir rapidement des reliefs plus marqués, voire de noircir le cuir,,.

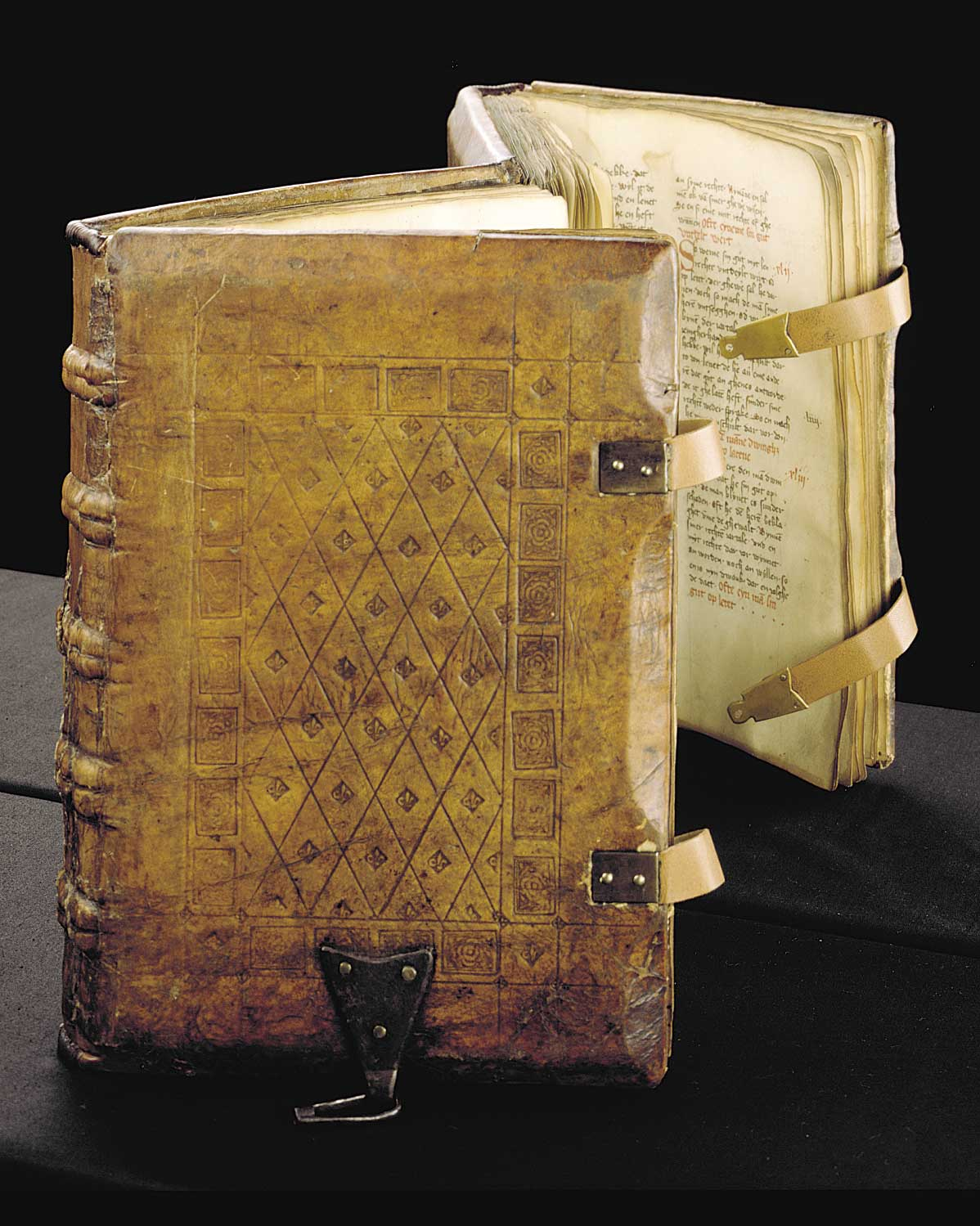
Reliure à cinq doubles nerfs, ais chanfreinés, décor estampé, fermoirs et belière.

Avec le développement des universités, le nombre de personnes fréquentant les bibliothèques s’accroît, et le nombre de reliures également. En 1290, la bibliothèque de la Sorbonne, l'une des plus importantes d'Occident, contient plus de 1 000 volumes. Les plus consultés sont posés sur des pupitres et comportent généralement un anneau de métal (la « belière ») fixé à l'ais. Une chaîne y est attachée et reliée à une tringle placée en haut du pupitre, afin d'éviter les vols.
Certaines reliures de plus petit format, dites « à l'aumonière » (appelées aussi Beutel-buch, « livre-bourse », en Allemagne), sont conçues sous forme de sac : sur la tranche de tête, le cuir dépasse très largement et se rassemble en une attache, permettant au moine de fixer le livre à sa ceinture lors de ses déplacements,.

### AuxXIVeetXVesiècles: premiers papiers et raffinement des reliures

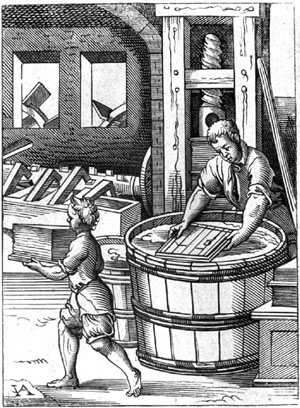
La fabrication du papier (gravure de Paul Lacroix, XVI).

Les moulins à papier se répandent en Europe au cours du XIVe siècle, rendant la production des manuscrits dix fois moins chère. Le parchemin reste néanmoins utilisé pour les pages des manuscrits les plus luxueux. Certaines reliures en sont aussi entièrement couvertes, comme celles de Pierre Darvières, « relieur du Roy » Charles VI en 1380.

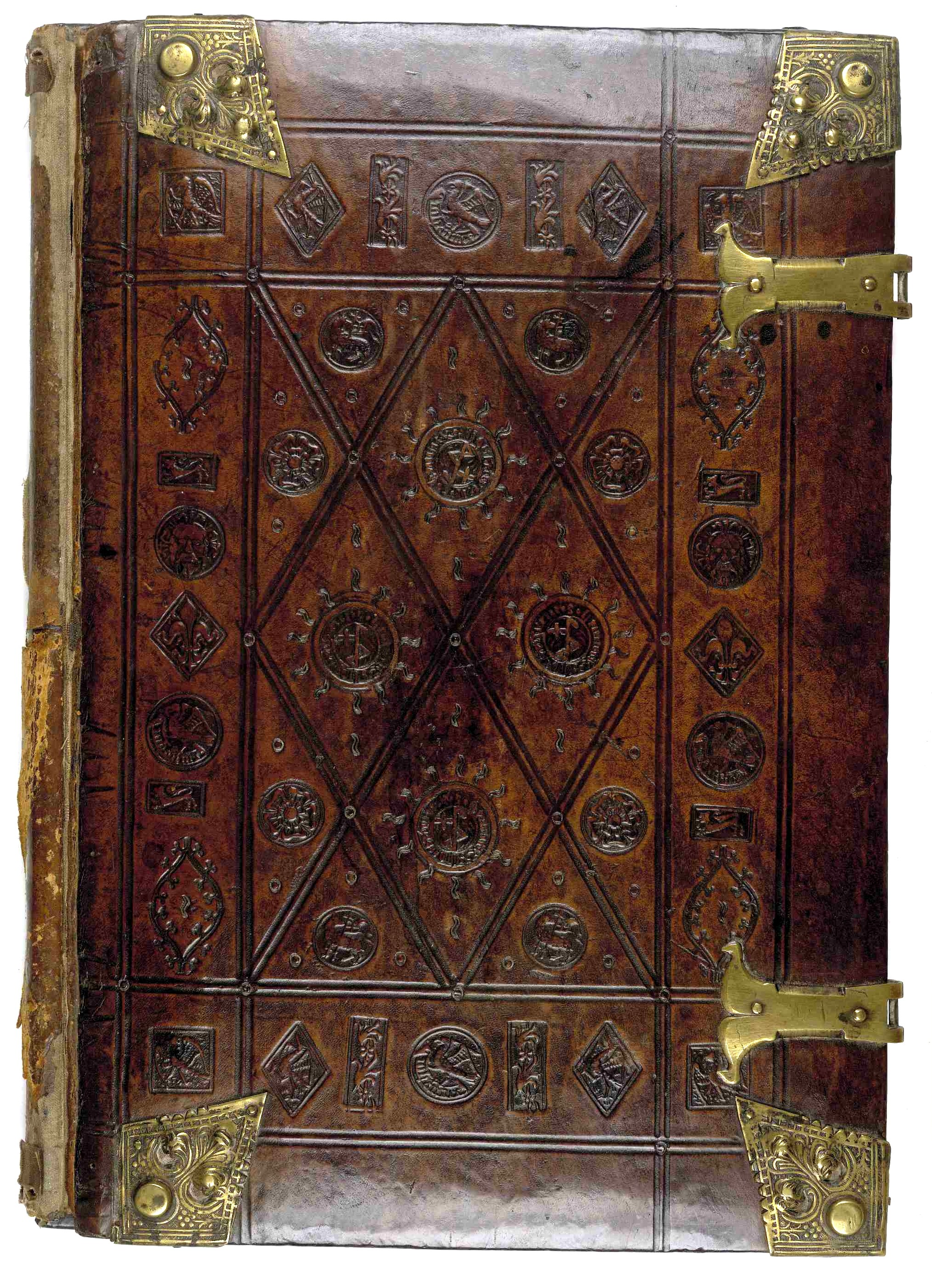
Reliure du XV réalisée aux Pays-Bas, comportant cabochons, fermoirs et coins en métal, ainsi qu'un décor aux fers, estampé à froid.

Le passage progressif du parchemin au papier entraîne une réduction de la taille des reliures. Les reliures d’orfèvrerie disparaissent complètement au cours du XIVe siècle, et les reliures de cuir côtoient dorénavant les reliures d’étoffes, conçues pour les manuscrits de luxe jusqu'au XVIe siècle environ. Elles sont recouvertes de soie, de brocart, de velours, de damas ou de satin brodé,,. Il est fait mention de plusieurs « broderesses » françaises ayant exercé au XIVe siècle, comme Catherine la Boursière, qui travaillait sur les livres du roi Charles VI et du duc de Tourraine, ou Emelot de Rubert, « faiseuse de seignaux et de tirans d'or et de soie » pour le duc d'Orléans,.
L’estampage à froid persiste pour les décors des cuirs, l'utilisation de la feuille d'or ne se développant qu’au siècle suivant. Les tranches sont cependant parfois dorées et peintes en couleur pour certains des manuscrits les plus précieux. Le bronze remplace peu à peu le fer pour la création des plaques et fleurons (confectionnés au préalable par des « dessinateurs de fers ») et la première roulette ornée en métal, montée sur une fourche, est créée à la fin du XVe siècle, facilitant le travail d'encadrements. La flore devient par ailleurs un élément essentiel des décors. Quant aux titres, ils sont à présent inscrits sur les plats. Les pièces utiles de la période précédente (cabochons, ombilics, coins en métal et fermoirs) persistent également et certaines reliures d'étoffes sont ornées de pierreries.
Une autre technique de décor sur le cuir est la ciselure, utilisée surtout au XVe siècle dans les pays germaniques : le cuir est humidifié, puis gravé à l'aide d'une pointe acérée et chauffée, qui entaille légèrement la peau.

### Les «incunables»: les premiers livres imprimés

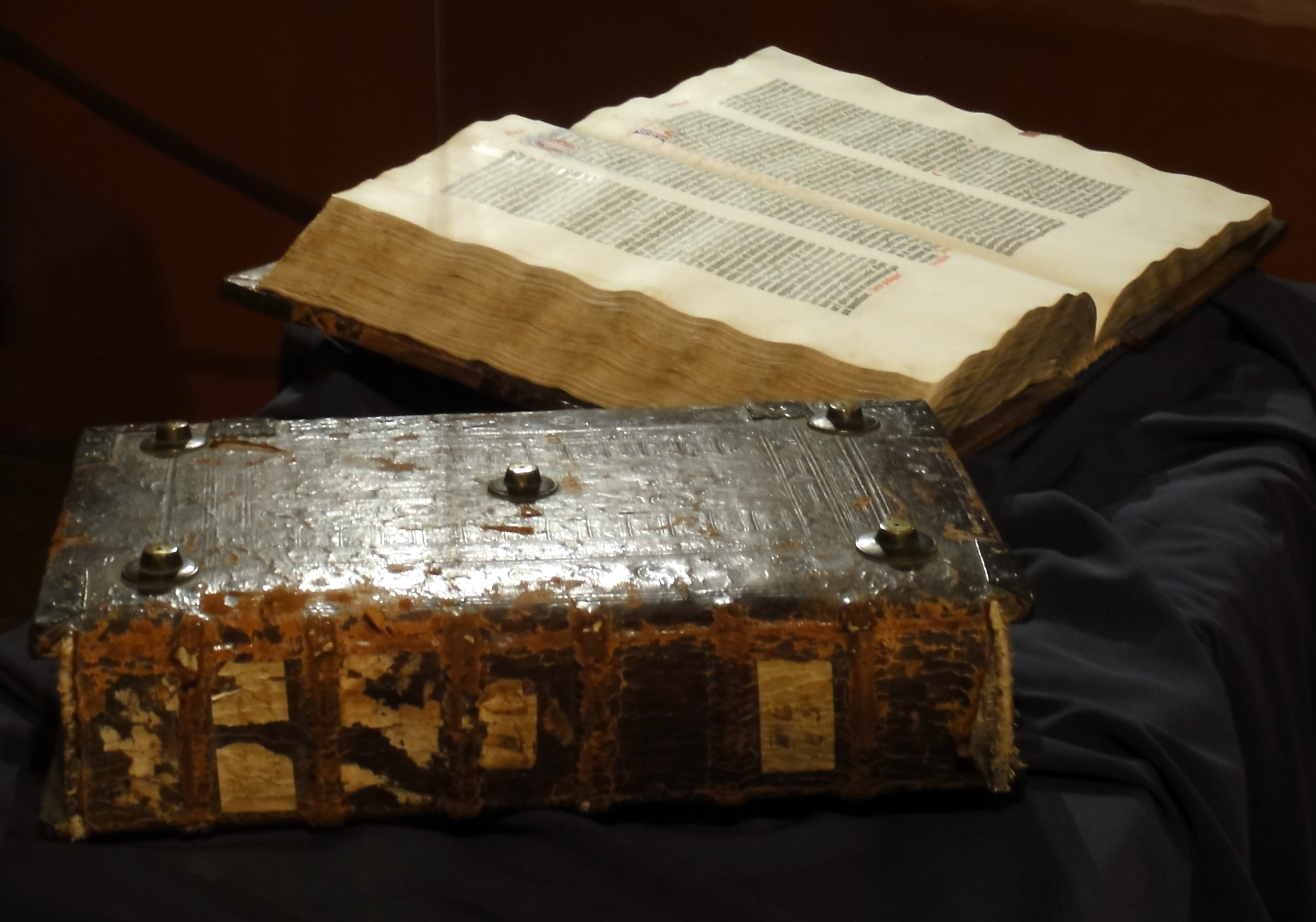
Volume I (ouvert) et Volume II (fermé) d'un exemplaire de la Bible de Gutenberg conservé à la Bibliothèque du Séminaire Duchownego à Pełpin, en Pologne.

Le métier de « lieur » connaît un léger déclin au cours du XVe siècle. Les étudiants ne peuvent plus se procurer les livres ordinaires, devenus trop onéreux, et beaucoup d'entre eux sont amenés à copier eux-mêmes les textes dont ils ont besoin. Il devient nécessaire, pour baisser le prix de ces livres, de trouver un moyen plus rapide de reproduire un texte. Certains libraires ont alors l'idée de faire graver des pages entières de textes sur du bois dur (par la xylographie, ou gravure dite en « taille d'épargne »), qu'ils pourraient ainsi réutiliser. Ce travail de gravure est alors réalisé, à l'envers, par des « tailleurs d'images » (qui se doivent d'éviter les fautes pour ne pas avoir à recommencer toute la plaque). Ces plaques sont ensuite encrées et pressées sur le parchemin ou le papier ; ces premiers livres imprimés sont nommés incunables xylographiques. Le caractère mobile en bois est inventé peu à peu, afin de remédier rapidement aux éventuelles erreurs de gravure. Mais la lettre en bois ne se prête pas idéalement à ce travail.

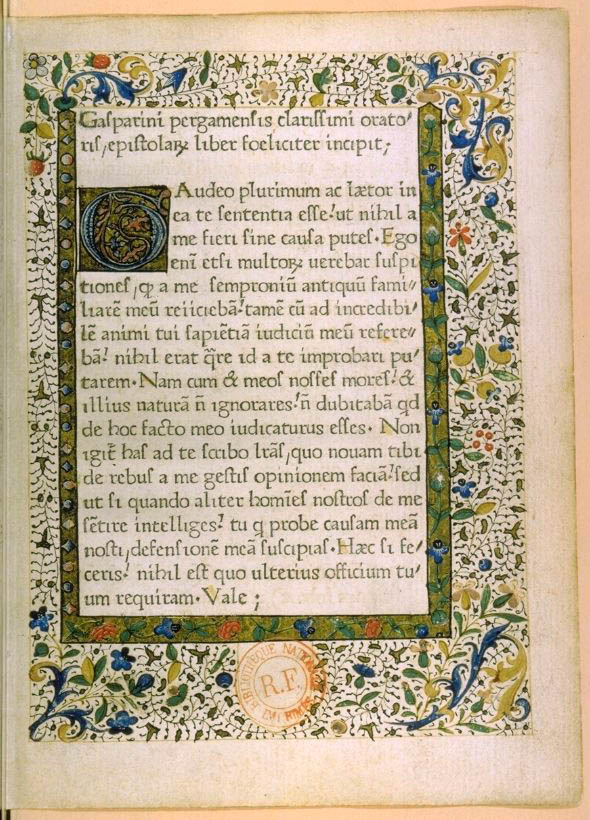
Epistolae de Gasparino Barzizza, premier livre imprimé en France (à Paris) en 1470.

Le métier de technicien et orfèvre exercé par Johann Gutenberg entre 1434 et 1444 l'amène à maîtriser les techniques du travail du métal et en particulier du plomb, jusqu'à mettre au point, durant la seconde moitié du XVe siècle, un système de typographie à caractères mobiles fabriqués à partir de cette matière. En s'associant à Johann Fust, qui finance son projet d'imprimerie, Gutenberg fabrique à Mayence, à partir de 1448, le « premier grand livre européen » : la Bible à quarante-deux lignes (B42), grâce à la production de caractères en série à l’aide d'une matrice. Le premier livre imprimé en France, tiré à une centaine d'exemplaires, date de 1470. Il s'agit des Epistolae de Gasparino Barzizza.
Parmi les dix à quinze millions d'incunables produits, 45% sont imprimés en Italie, 30% en Allemagne et 13% en France. Les détails sont toujours ajoutés à la main comme la pagination ou les enluminures (sur les vélins). Un colophon est placé à la fin du volume, mentionnant la date, le lieu d'impression et le nom de l'imprimeur. Ces informations migrent généralement vers la page de titre au début du XVIe siècle. Pour faciliter le travail du relieur, les signatures (numérotations des cahiers) apparaissent vers la fin des années 1470.

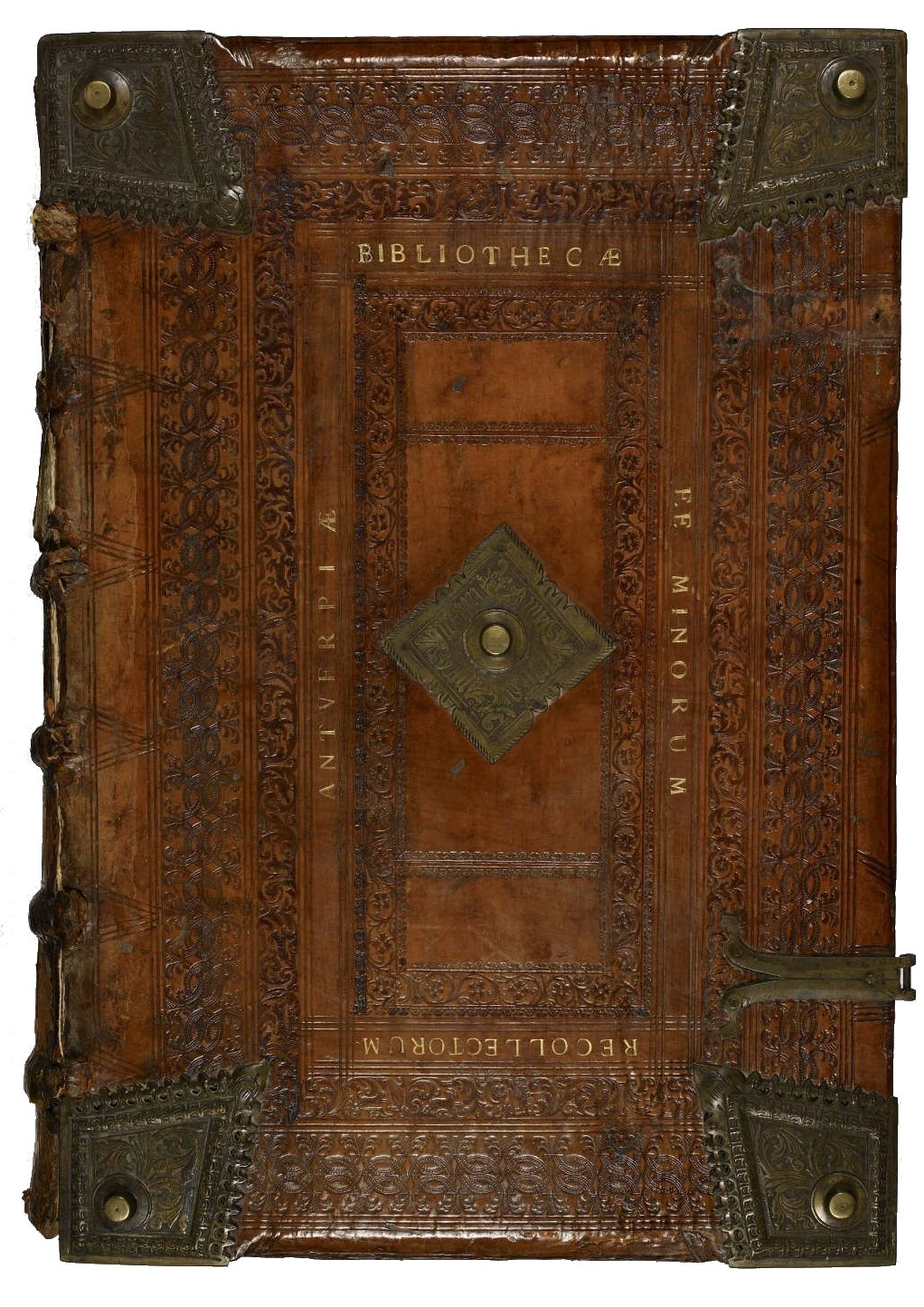
Reliure du XVe siècle réalisée en Allemagne, cousue sur six double-nerfs et estampée à froid à l'aide de roulettes ornées.

Après l'invention de Gutenberg, les relieurs ont davantage de travail, puisque chaque livre imprimé est destiné à être relié,. À la fin du XVe siècle, il existe plus de deux cents imprimeries en Europe, qui disposent à présent, pour les plus importantes d'entre-elles, de leur propre atelier de reliure. Les relieurs des petits ateliers de villes retrouvent également une clientèle plus nombreuse au vu des tarifs plus accessibles, et doivent parfois concurrencer certains libraires privilégiés qui, sous l'enseigne d'un seul métier, peuvent réunir plusieurs industries du livre.
Sous le cuir, les ais en bois sont peu à peu remplacés par des plats en carton. Ceux-ci sont constitués de plusieurs feuilles de papier (généralement récupérées d'anciens manuscrits) collées les unes aux autres. Certains exemplaires incunables particulièrement luxueux sont encore imprimés sur parchemin, notamment les livres d'heures. Cependant, du fait que les reliures tendent généralement à s'amincir, les fermoirs en métal sont amenés à s'affiner, puis à disparaitre progressivement,.
Les estampages à froid sur les cuirs sont exécutés plus rapidement et de manière plus régulière : à la plaque à l'aide d'une presse à balancier, ou à la roulette ornée. Les motifs de ces décors sont là encore à caractère essentiellement religieux, en cherchant surtout à imiter le style des reliures anciennement décorées aux fleurons.
Le livre devient l'instrument privilégié des humanistes italiens à la fin du siècle. Installé dans la « cité des Doges » en 1490, l'imprimeur et créateur Alde Manuce, sous la grande influence des byzantins réfugiés en Italie après la prise de Constantinople en 1453, fait publier environ cent cinquante éditions de livres en grec, apposés de son ancre aldine. Très inspiré par les décorations des reliures persanes et turques des XIVe et XVe siècles, il fait également découvrir à l'Occident l'art de la dorure sur livres.

## La Renaissance: commandes royales et premiers décors à l'or
La société médiévale s'éclipse au profit de l'humanisme. Les créations d'inspiration religieuse sont moins demandées et les commanditaires sont des rois, des reines, des princes, ou de riches bibliophiles (tels que Jean Grolier et Thomas Mahieu), qui souhaitent personnaliser leurs reliures.

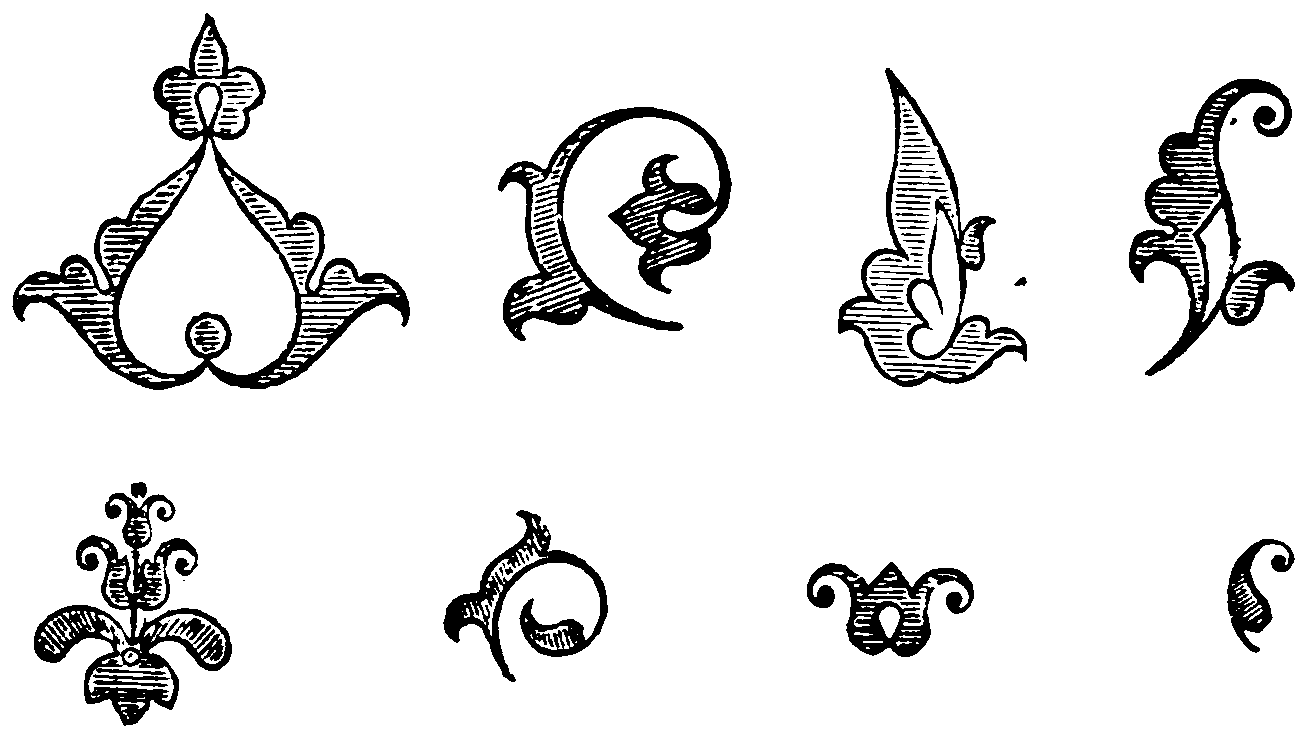
Motifs de fleurons de type « Alde », utilisés sur les reliures du bibliophile Jean Grolier.

Durant la Renaissance, la profession d'imprimeur se cumule fréquemment avec celle de libraire, de relieur ou de doreur,, si bien qu'Alde Manuce influence très fortement les bases des nouveaux décors des livres, innovant techniquement par rapport à la base géométrique du Moyen Âge. Il utilise ses propres fers (en forme de feuille lancéolée caractéristique) auxquels il donne son nom. Ces fers sont « azurés » (hachurés), évidés ou pleins. Les décors gagnent ainsi en finesse et en légèreté, en s'inspirant des motifs byzantins chers à l'imprimeur.

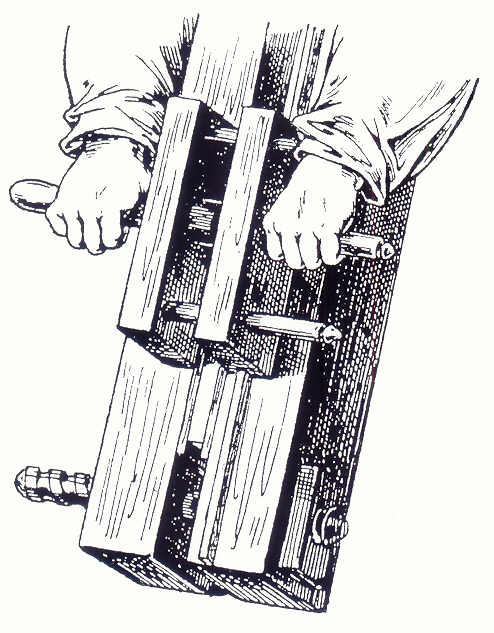
Le fût à rogner les tranches est inventé au début du XVIe siècle.

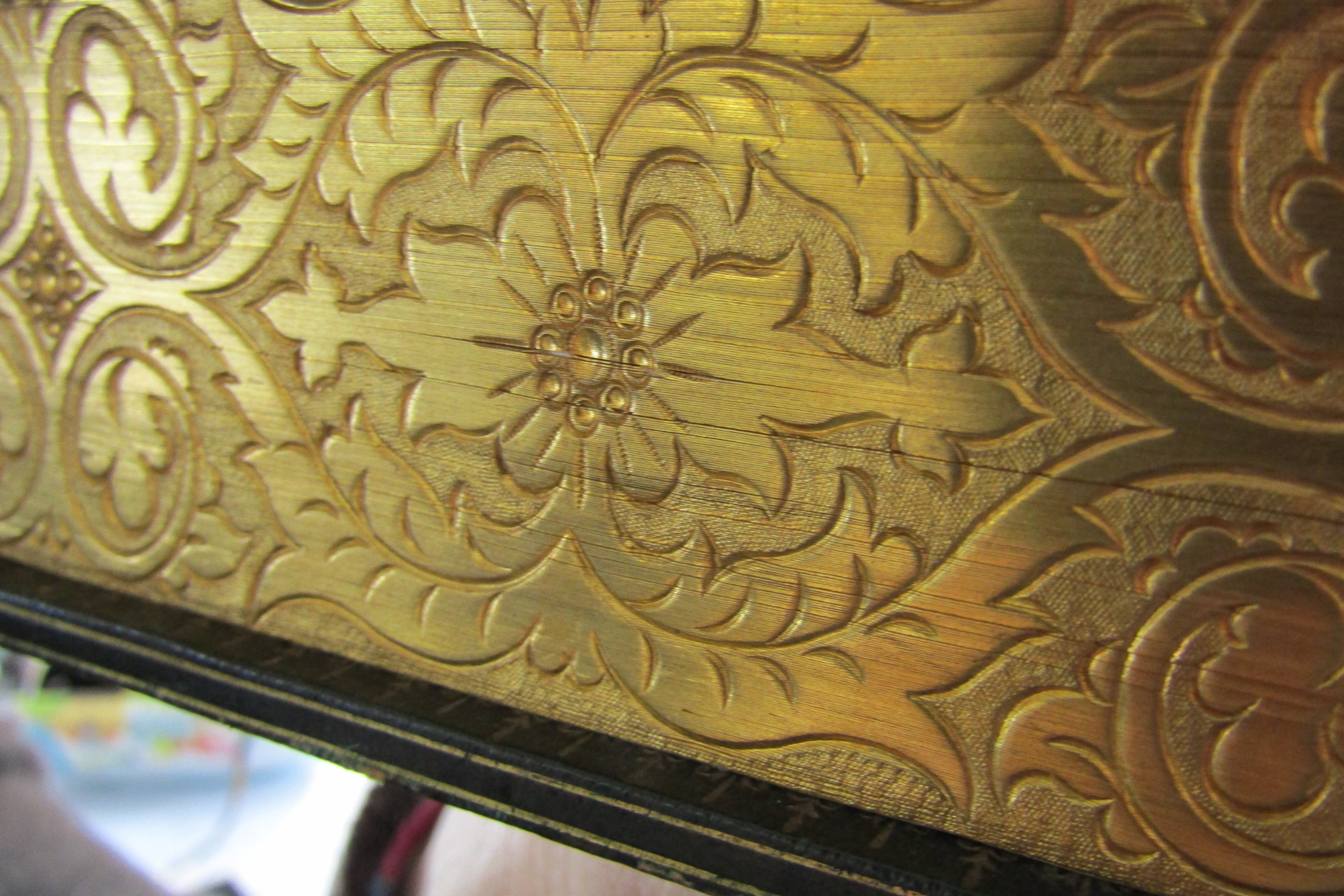
Tranche moderne de livre, dorée et ciselée.

L'influence de l'atelier Alde s'exerce également au niveau de la structure de la reliure, puisqu'il met au point, après quelques années d'activité, une nouvelle méthode de couture, dite « à la grecque »,. Celle-ci consiste à entailler à la scie les dos des cahiers pour que les ficelles de couture viennent s'y loger. Les nerfs peuvent ainsi être plus discrets, voire invisibles après couvrure (dos « lisses »). Cela permet ensuite une dorure du dos d'un seul tenant, sans la gêne occasionnée par les nerfs qui obligent à la compartimenter,. Ce procédé à la grecque est utilisé au XVIe siècle en France uniquement sur les reliures de luxe. Il y sera interdit par la suite, et jusqu'au XVIIIe siècle, afin de lutter contre la « décadence technique » que ce procédé entraine dans certains ateliers,. La couture la plus répandue, que l'on employait déjà au XVe siècle, reste la couture dite « à chevrons » (les points de couture formant des « V ») : celle-ci donne une meilleure solidité et une meilleure tenue au volume.
Les reliures aux plats de cartons sont encore couvertes de cuir, ou d’étoffes (principalement pour Charles V et le duc de Berry, jusqu'en 1536). Certaines reliures de luxe sont à présent recouvertes de parchemin vélin blanc,, de veau, ou, depuis peu, de maroquin, : un cuir de chèvre utilisé en Italie, puis en France, qui se prête bien aux décors à l'or. Le maroquin est d'ailleurs le cuir le plus utilisé sur les « reliures aldines », réalisées dans l'atelier d'Alde Manuce, mais aussi sur les reliures destinées à François Ier. La feuille d'or se mêle aux estampages à froid, jusqu'à les remplacer totalement. Les tranches des livres sont aussi fréquemment dorées, voire dorées-ciselées,. C'est à cette fin que le « rognage » des tranches papier est inventé au début du XVIe siècle, et effectué à l'aide d'une petite presse à main et d'un fût à rogner.

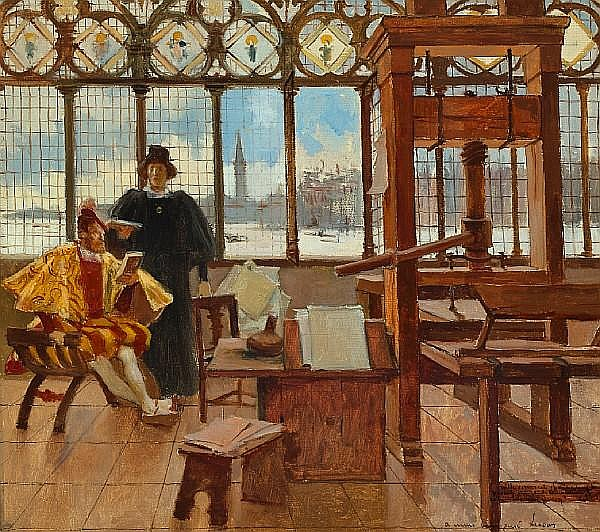
Alde Manuce (debout) dans son imprimerie de Venise, en compagnie du bibliophile Jean Grolier (peinture de François Flameng, 1894).

Lyon et Paris fournissent aussi des relieurs-doreurs renommés : notamment Pierre et Étienne Roffet relieurs de François Ier, Louis XII et Anne de Bretagne ; Jean Picard en tant que principal exécutant des commandes de Jean Grolier ; Gomar Estienne et Claude Picques pour Henri II, Catherine de Médicis et Diane de Poitiers, et la famille Ève (Nicolas Ève, Noëlle Heuqueville et Clovis Ève) pour Henri III,, Henri IV et Marie de Médicis. La plupart des relieurs parisiens sont alors installés dans le « quartier des relieurs », près de la Sorbonne (notamment rue Saint-Jacques).
Les commanditaires souhaitent dorénavant personnaliser leurs reliures au niveau des décors, en y faisant figurer leurs propres armoiries, monogrammes ou emblèmes,. Les reliures exécutées pour Jean Grolier comportent généralement des entrelacs réhaussés de cire teintée et des motifs architecturaux,. Certaines reliures à entrelacs et mosaïques de cuir font partie des plus connues de sa collection.
Les reliures dites « à la fanfare, », instaurées par Claude Picques et fréquemment réalisées par la famille Ève,,, comportent de nombreux branchages et rinceaux dorés aux petits fers dans un ensemble relativement chargé, avec généralement un « cartouche » central (espace vide ovale permettant d'aérer l'ensemble ou d'y placer des armes). Ce type de reliure, ainsi que les premières reliures dites « à semis » ou « au semé » (avec répétitions d'initiales et de symboles sur les plats) apparaissent entre 1550 et 1560, et seront produites jusqu'au premier tiers du XVIIe siècle,. Les reliures « à compartiments », apparues à la fin du XVIIe siècle, reprendront certains aspects du style fanfare.

Styles notables des reliures de la Renaissance
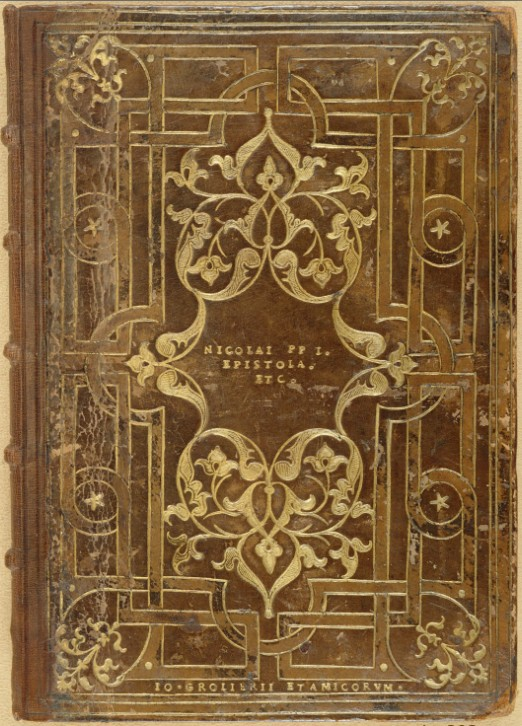
Reliure à entrelacs avec ajout de cire teintée et fers « Alde », exécutée pour le bibliophile Jean Grolier.
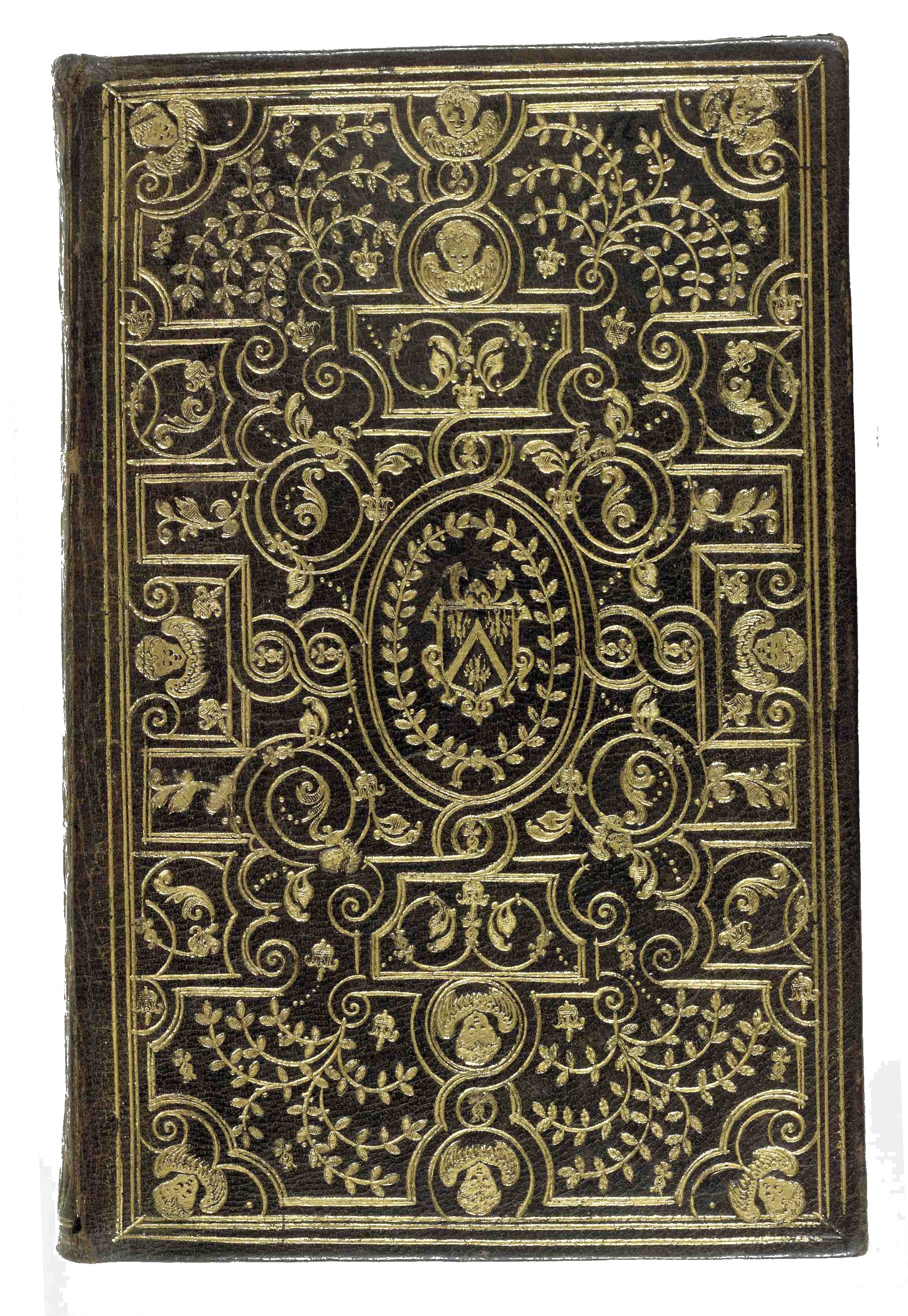
Reliure à la fanfare du XVIe siècle avec fers « Alde », rinceaux et cartouche central.
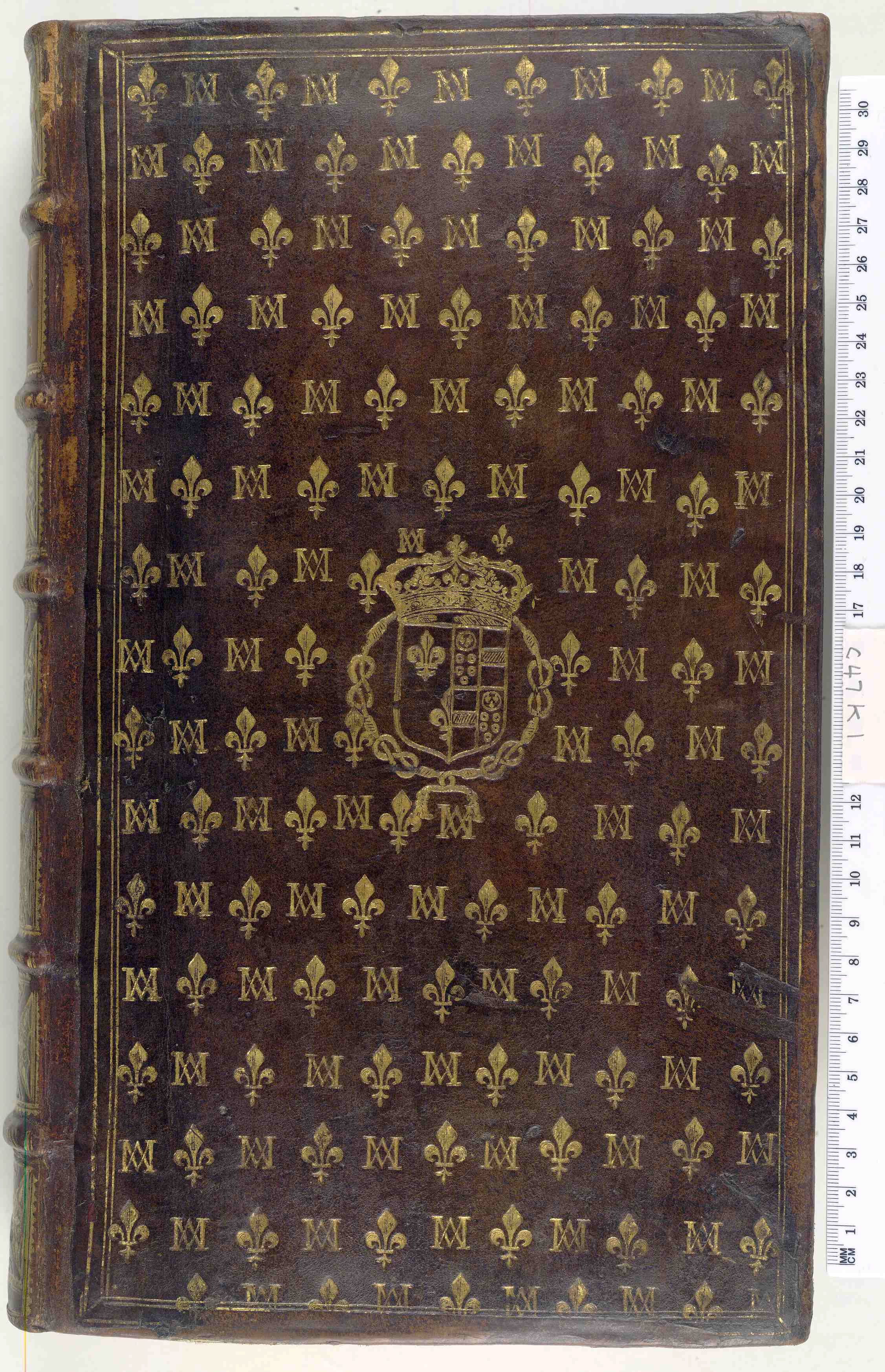
Reliure à semis aux armes de Marie de Médicis.
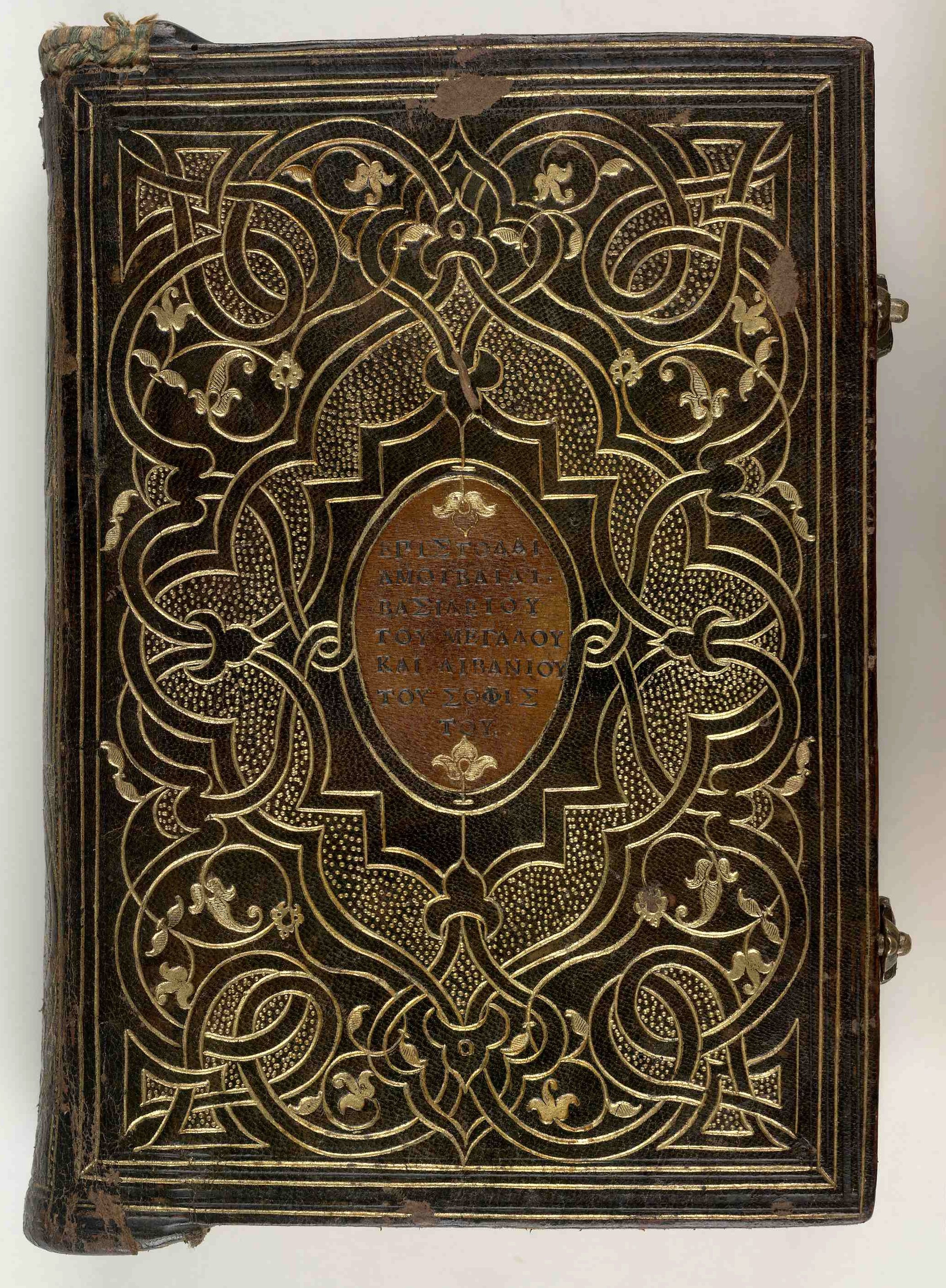
Coiffes renforcées à la grecque, décor à entrelacs et fers « Alde », et fermoirs (reliure de Gomar Estienne).

De plus en plus nombreux, le livres sont à présent rangés debout sur la tranche. De ce fait, les cabochons sont amenés à leur tour à disparaitre, bien qu'ils persistent encore sur certaines reliures royales de grand format. Vers 1550, certains relieurs français, comme Gomar Estienne et Claude Picques, copient quelques fois sur le modèle grec, en confectionnant des tranchefiles dépassant de la hauteur des plats (« coiffes renforcées à la grecque »). Cette mode ne dure pas, puisque cela oblige souvent à ajouter des cales compensatrices en bas des plats pour pouvoir ranger les livres debout.

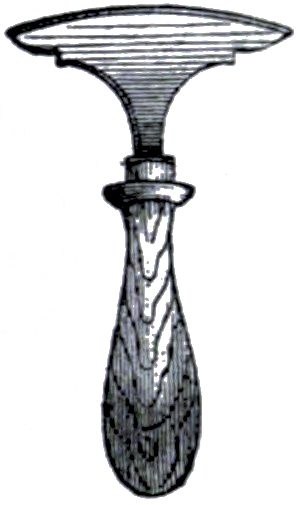
Une palette.

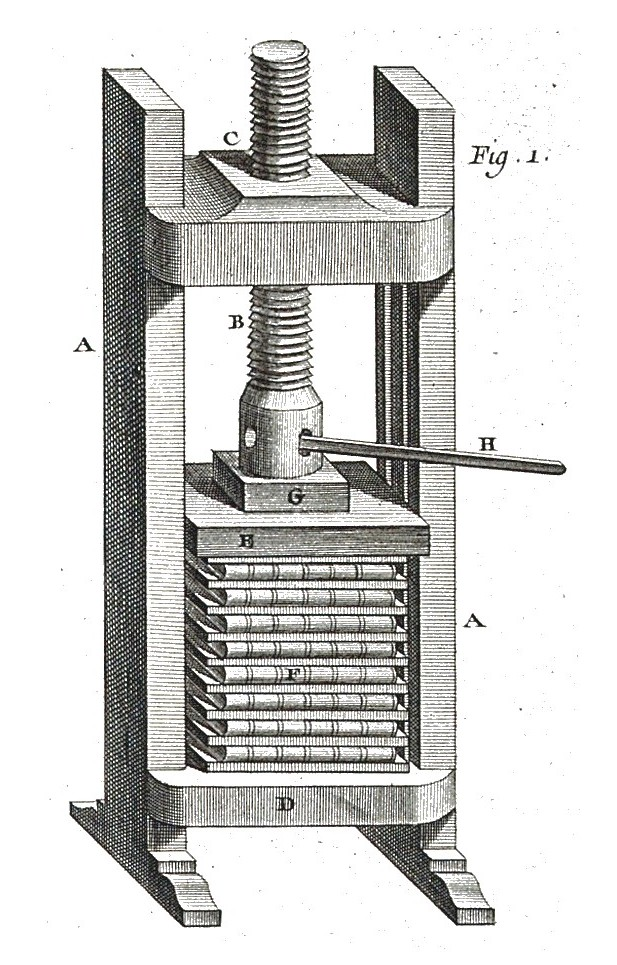
Les premières grandes presses de reliure, copiées sur le système du pressoir, apparaissent au cours du XVIe siècle.

Les fleurons sont régulièrement gravés dans du cuivre, et en relief pour que le motif apparaisse en creux sur le cuir (contrairement à la plupart des fers au Moyen Âge, qui étaient gravés en creux pour un motif apparaissant en relief sur le support). La « palette », un fer orné et emmanché, de forme légèrement convexe, est inventée à la Renaissance pour permettre au relieur-doreur d'ajouter des frises décoratives sur le dos, par un mouvement de balancier. Elles viennent ainsi compléter les roulettes ornées, difficilement utilisables sur une surface arrondie.
À l'intérieur des reliures, les feuilles de gardes de couleurs ne sont pas encore utilisées. Les relieurs placent simplement un feuillet de papier blanc en début et en fin de volume, de même nature que celui du corps d'ouvrage.
Les cartons, souvent mal logés le long du dos, ont tendance à retomber trop vite sur le livre lorsqu'il est consulté, voire à bloquer son ouverture. Les premières grandes presses de relieur sont inventées au cours du XVIe siècle, copiées sur le système du pressoir, avec une barre permettant le serrage. Elles permettent de pallier, dans un premier temps, ces problèmes d'« endossure » des livres après la couture des cahiers et l'arrondissure des dos. En aplatissant bien les cartons contre les cahiers, les premiers « mors » étaient ainsi formés.

## AuXVIIesiècle
Au XVIIe siècle, la volonté de personnalisation des reliures s'estompe progressivement pour privilégier l'esthétisme dans l’exécution. Même si beaucoup de relieurs sont amenés à exécuter eux-mêmes les décors à l'or de leurs reliures, un grand nombre d'ouvriers se spécialisent dans la dorure de livres, certains se faisant accorder le titre de « maîtres doreurs » ou « maîtres libraires-doreurs » (comme Savinien Pigoreau), en exigeant les mêmes droits que les libraires-relieurs ou les relieurs (non-doreurs) pour lesquels ils travaillent.
En France, les relieurs et relieurs-doreurs les plus représentatifs de cette période sont Clovis Ève sous Henri IV et Louis XIII, Le Gascon (dont l'Histoire n'a retenu que le surnom), Florimond Badier, Macé et Antoine Ruette sous Louis XIV, et Luc-Antoine Boyet en fin de siècle.
La technique de reliure s'améliore rapidement et la structure du livre relié atteint au XVIIe siècle la forme qu'il conservera définitivement. Les cahiers sont cousus sur nerfs de septains simples, ou sur doubles septains pour les plus gros volumes. La couture « à la grecque » instaurée au siècle précédent, bien qu'étant non recommandée et même officiellement interdite en France à partir de 1686, est « officieusement » tolérée pour les besoins de certaines reliures.

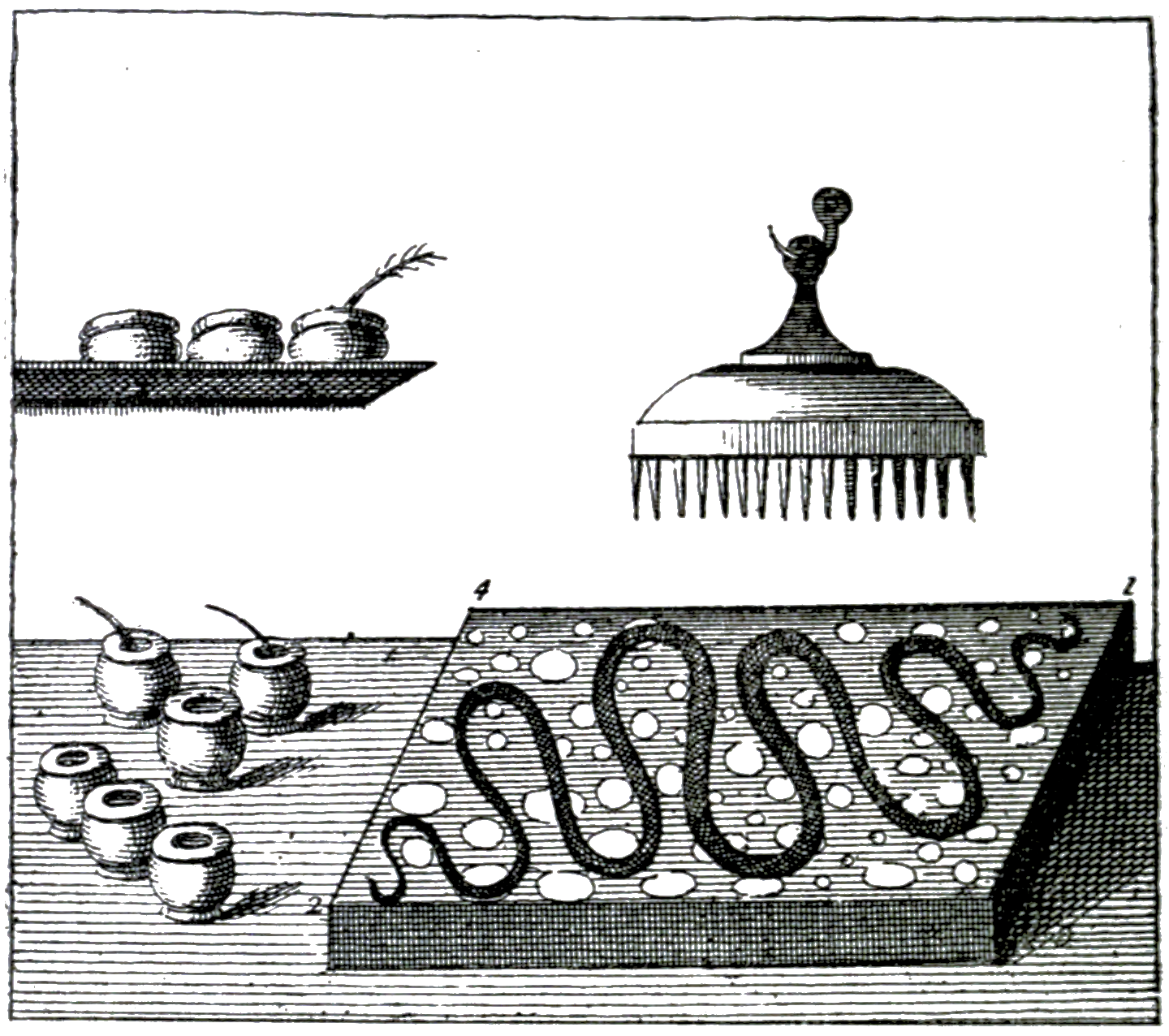
Dépôt des couleurs dans le bac d'eau de marbrure, avant le passage du peigne et le dépôt de la feuille de papier à la surface.

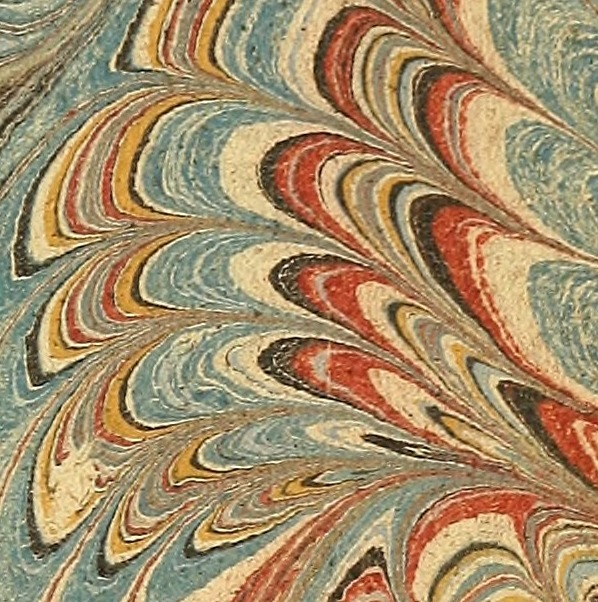
Papier marbré au motif de « peignes ».

Les artisans cartiers et dominotiers fabriquent dès 1600 les premiers papiers marbrés décoratifs occidentaux. Ils trouvent leur origine dans le suminagashi japonais, inventé au XIIe siècle, mais surtout dans les papiers turcs du XVe siècle, pour lesquels est utilisée une eau épaissie à la gomme adragante,. C'est au relieur Macé Ruette qu'est attribuée la première utilisation de ce type de papier pour les gardes des reliures, d'abord uniquement contrecollé sur l'intérieur du plat, puis également en garde volante opposée, à partir de 1620. Les motifs de ces papiers au XVIIe siècle sont généralement les « petits peignes », puis, après 1670, les « feuilles de chêne » et le « Old Dutch ». Les principales couleurs utilisées sont le rouge (en dominance), l'ocre jaune, le bleu et le vert. Ces papiers comportent l'avantage d'être moins salissants que les gardes blanches, et cette mode se répand ainsi très rapidement,. Pour les reliures de luxe, il devient d'usage que le relieur colle à l'intérieur du plat une doublure de cuir, qu'il peut orner de dorure (une idée attribuée au relieur-doreur surnommé Le Gascon). Les tranches des livres peuvent aussi être décorées, c'est-à-dire dorées (pour les reliures en maroquin uniquement), peintes, jaspées ou marbrées de la même façon que les gardes.

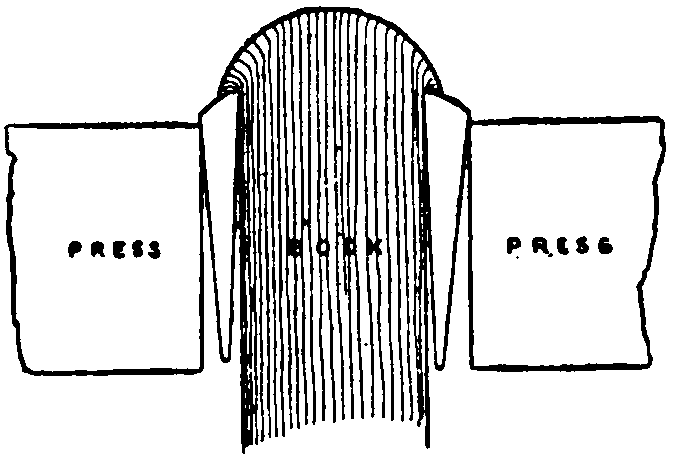
Gravure du XIXe siècle montrant un livre en presse, juste après son endossure et la formation de ses mors.

Les dos s'arrondissent, grâce à la technique de l'endossure, mise au point au début du siècle. Cette technique au XVIIe siècle est une spécialité des relieurs français, et permet notamment, en couchant les cahiers avec un marteau, de former des « mors » dans lesquels les futurs cartons de plats viendront se loger de façon harmonieuse. Pour consolider la forme arrondie du dos ainsi obtenue, les relieurs y collent des bandelettes de parchemin (les « claies ») qui se rigidifient en séchant. Les cartons des plats sont à présent fabriqués par moulage et trituration de pâte, à la manière du papier de chiffon. Depuis la fin du XVIe siècle, les relieurs prennent aussi l'habitude de « fouetter les nerfs » aussitôt après la couvrure pour les rendre « pincés » à leur base et plus élégants.
Pour les reliures courantes, le cuir de veau, souvent de mauvaise qualité, est le matériau de couvrure le plus utilisé. Pour les reliures de luxe, il s'agit du maroquin, que le relieur doit assouplir et gratter (amincir) au préalable. Le traitement manuel infligé aux maroquins de l’époque fait qu'ils ne comportent quasiment plus aucun grain. Le veau ou la basane sont quelques fois décorés de motifs, avant d'être dorés : ils peuvent être « jaspés » (autrement dit « mouchetés ») ou marbrés, notamment. Cependant, ces motifs obtenus par projection ou application d'encre métallo-gallique (mélange de noix de galle, de gomme arabique et de sulfate de fer), ont attaqué les cuirs : à l'image des papiers sur lesquels ces encres étaient traditionnellement utilisées pour écrire, ces cuirs ont généralement très mal vieilli, en particulier s'ils ont été exposés à l'humidité ou à la pollution,.
En royaume de France, les courants contradictoires de la société du XVIIe siècle se traduisent en reliure de luxe par la coexistence de deux grands styles de dorure : la continuité du maniérisme (baroque) et le classicisme. Ces deux styles, sur des reliures en maroquin rouge et en veau uni souvent de couleur sombre (brun ou olive), vont évoluer en parallèle et être parfois amenés à se fusionner.

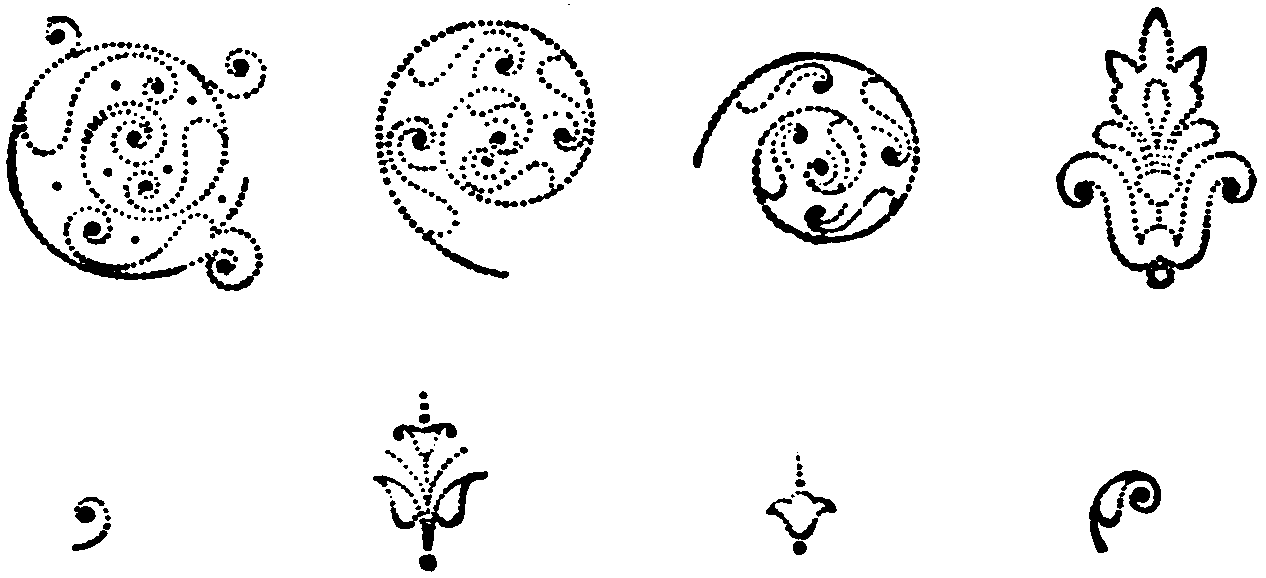
Motifs de fleurons aux tortillons pointillés « Le Gascon ».

Les décors à semis, de fanfare (ces dernières devenant plus fournies et plus élaborées), ainsi que les reliures « à compartiments », dérivées des fanfares mais garnies de spirales pointillées et rappelant les motifs des jardins à la française, se développent considérablement,,. Jusqu'en 1630 environ, le décor le plus répandu pour les reliures de luxe en maroquin est le décor à la fanfare. Aux feuillages de ce type de décor, Le Gascon vient ajouter à ses réalisations quelques « tortillons » (spirales) et autres fers pointillés caractéristiques portant son nom. Certains dos de livres sont ornés « aux semis » ou « à la grotesque »,,, c'est-à-dire décorés d'un seul motif (le plus souvent un tortillon Gascon) répété à l'extrême en remplissant tout l'espace, à l'exception de l'espace prévu pour le titrage.
Le maniérisme voit également se développer les décors dits « à l'éventail », se rapprochant des critères du classicisme par leur aspect géométrique, mais qui arborent des courbes et pointillés propres au maniérisme. L'invention de ces décors à l'éventail est également attribuée au Gascon : ils sont caractérisés par un fer en forme de quart d'éventail, venant se répéter quatre fois au centre du plat pour former un cercle complet, et auquel viennent répondre des quarts de cercle à chacun des angles du plat.

Styles notables des reliures du XVIIe siècle
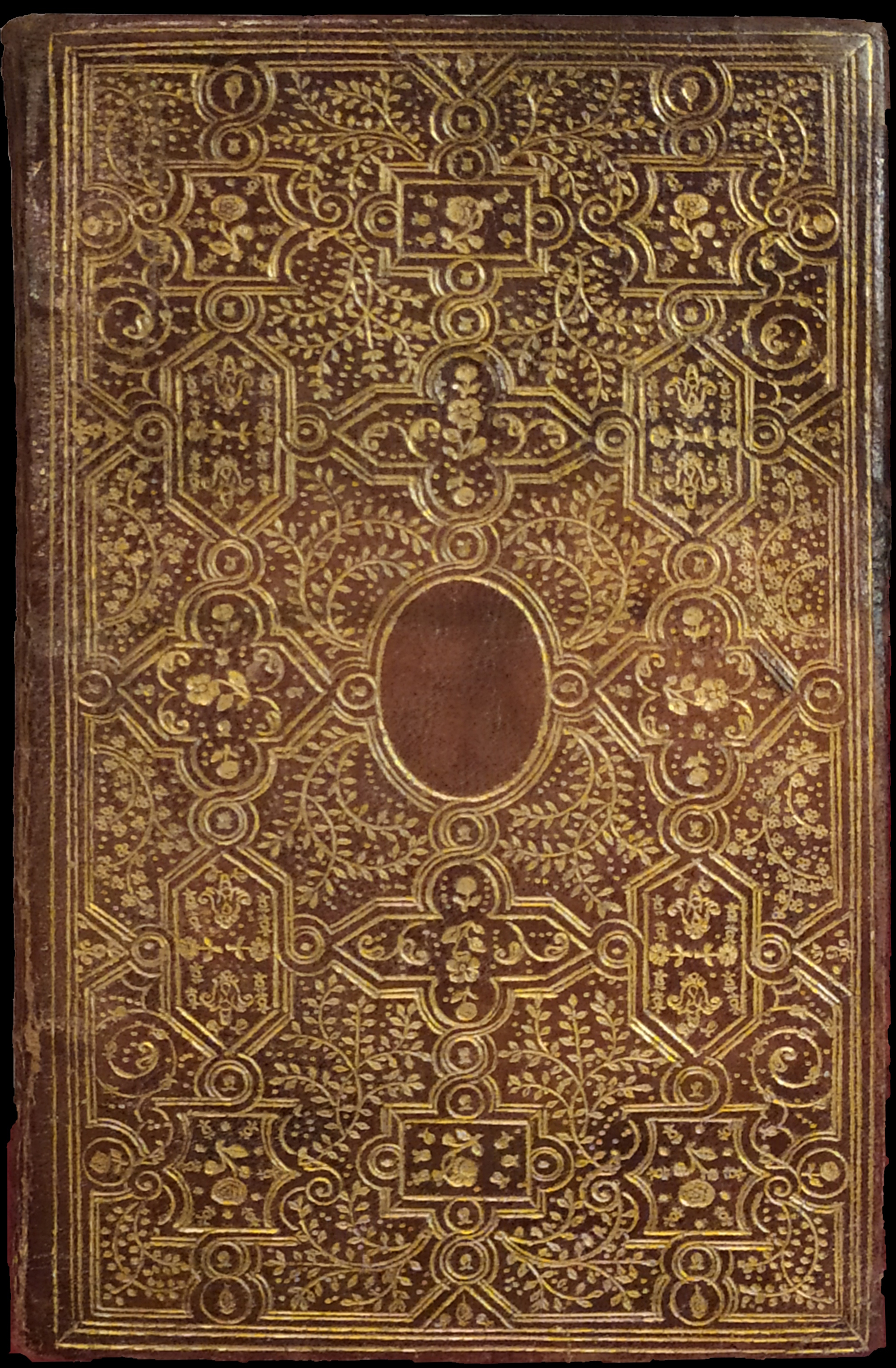
Plat d'une reliure à la fanfare, attribuée à Clovis Ève.
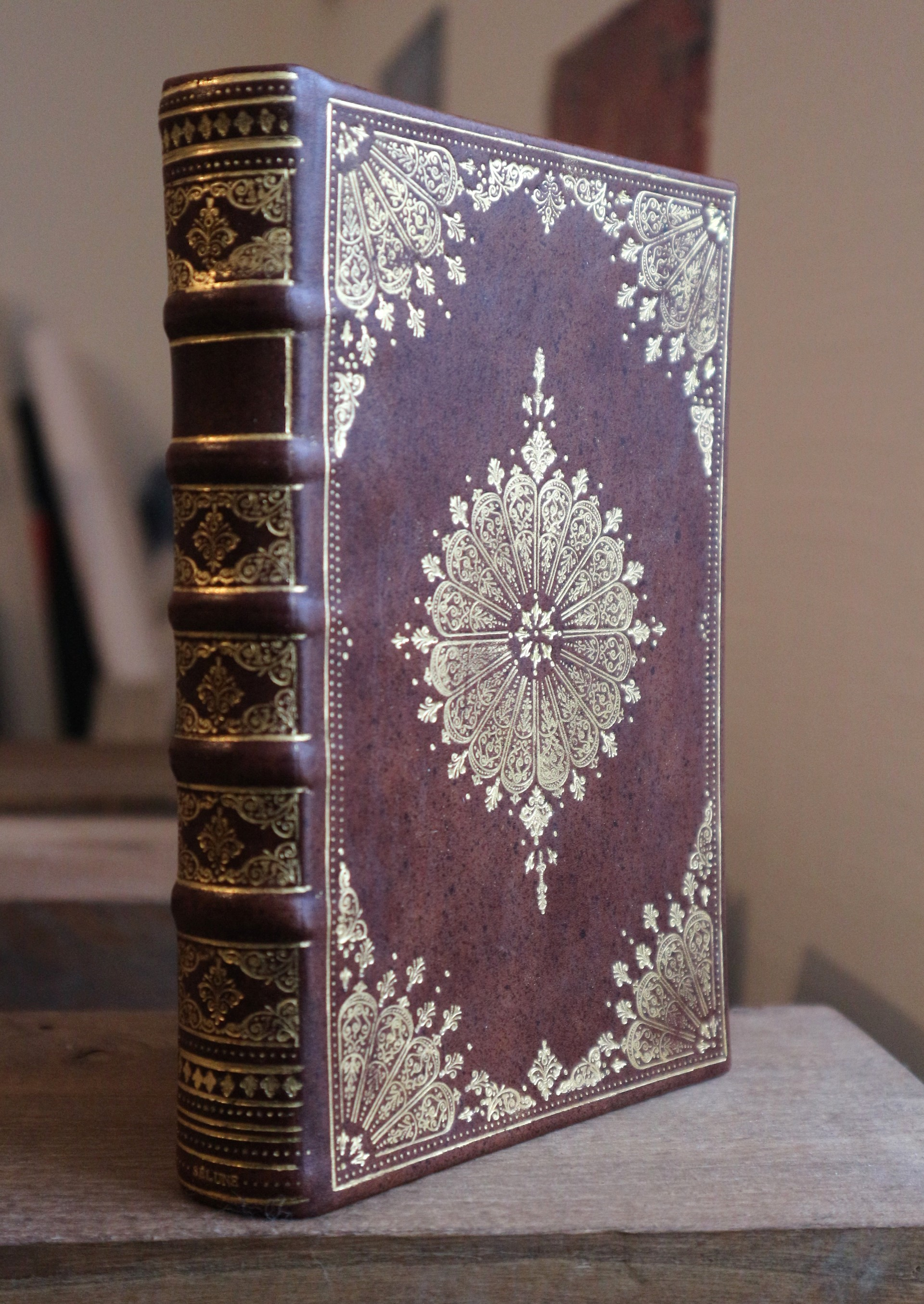
Pastiche d'une reliure à l'éventail.
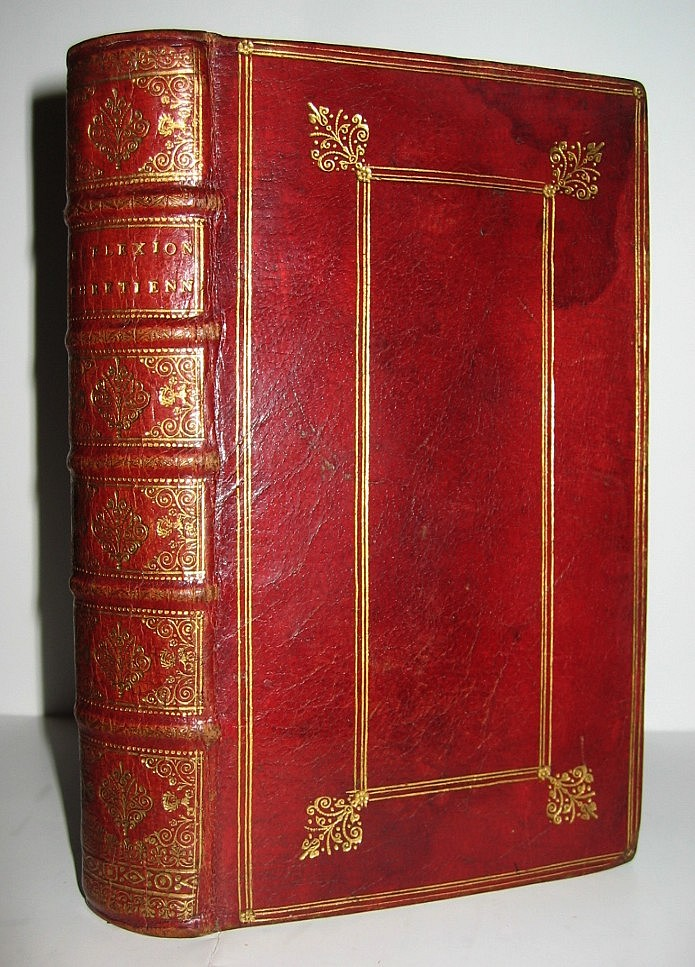
Décor géométrique de reliure « à la Duseuil ».

En parallèle, l'ordonnance classique recherche quant à elle la discipline et la mesure, tendant quelques fois vers une sobriété extrême. Les décors, lorsqu'ils sont existants, sont géométriques et équilibrés. C'est ainsi qu'apparaissent des décors basés sur la géométrie stricte d'un encadrement central aux filets triplés (aussi appelés filets « à l'ancienne »), rehaussé de quatre fers d'angle identiques et symétriques. Aux triples filets composant certains de ces décors sont ajoutées quelques fois les premières lignes pointillées et « dents de rat » (lignes à petites dents). Ce type de décor à encadrements, en histoire de la reliure, a été baptisé « à la Duseuil », bien que le relieur portant ce nom n'ait exercé qu'au siècle suivant,.

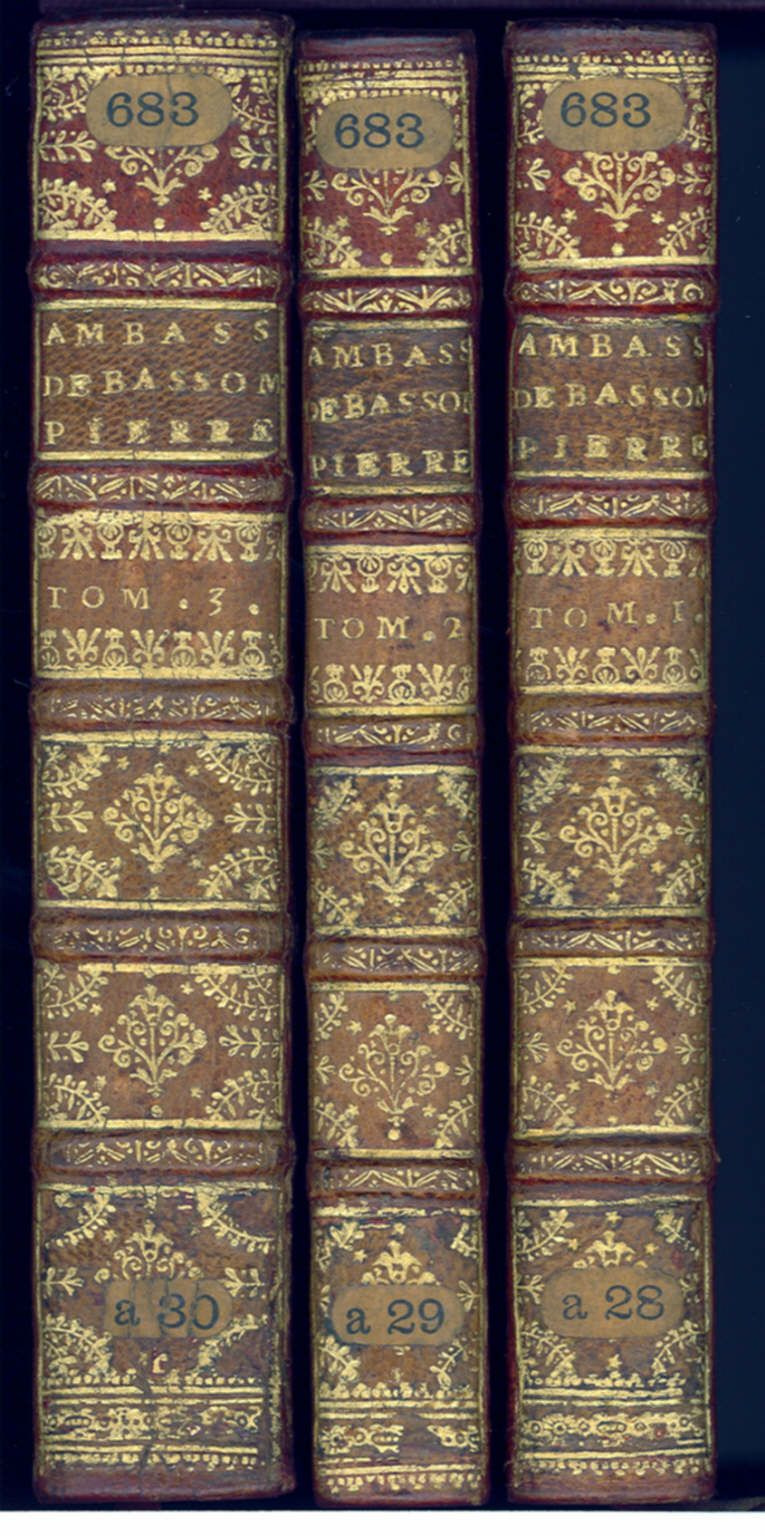
Dos de reliures XVII.

La mode, sous Louis XIV, incite le peuple et les bourgeois à posséder une belle bibliothèque, voire à posséder leur propre « cabinet de lecture ». Comme les dos des reliures sont intégralement recouverts de dorures, les graveurs de fers composent pour les relieurs et doreurs des palettes de différents modèles et tailles, permettant parfois de dorer tout un entre-nerfs en un seul « poussage » de fer. Par souci d'économie, certains propriétaires vont jusqu'à faire fabriquer de « fausses bibliothèques » : des faux dos de « livres » en bois recouverts de cuir entièrement doré, puis collés les uns aux autres sur des panneaux, formant ainsi des trompe-l'oeil convaincants. Le goût imposé par le roi a tendance à s'orienter vers un luxe « tapageur » et lourd. Les Jansénistes de Port-Royal, opposés au pouvoir, refusent de faire figurer sur leur reliure le moindre décor qui ne trouverait pas son utilité,. Ainsi, les reliures dites « jansénistes », de cuir brun sombre ou noir, se contentent le plus souvent de faire figurer un simple titrage doré, qui à cette époque se trouve régulièrement abrégé et exécuté à l'aide des premières lettres-fleurons (appelées « lettres à tiges »), rendant la ligne de titre parfois « dansante ». Luc-Antoine Boyet, maître relieur (non-doreur) de la fin du XVIIe siècle, se démarque dans le style « janséniste » épuré, en compensant l'absence volontaire de dorure par des exécutions de corps d'ouvrage d'équilibre et de solidité irréprochables. Boyet est par ailleurs considéré, à la fin du XVIIe siècle, comme le relieur « le plus fin et le plus soigneux » de Paris. Il ajoute progressivement de la dorure sur ses créations et en vient à repousser les encadrements au bord du plat et à intégrer des frises par des roulettes, créant ainsi les tout premiers décors « à la dentelle » (rappelant les broderies fines). Ce motif, qui conserve les quatre fers d'angle symétriques dirigés vers le centre, devient plus élaboré au cours du XVIIIe, accentuant l'effet de dentelle en multipliant l'usage de petits fers.
De nombreux procès et différends ont lieu à Paris entre 1660 et 1670, parmi les artisans des métiers du livre,. On reproche notamment à certains relieurs et doreurs de s'obstiner à exercer hors des limites du quartier de l'Université, qui leur est réservé, et de récupérer conjointement à leur spécialité les « titres et qualités d'imprimeurs et de libraires ». Par un édit d'août 1686 signé par Louis XIV, la communauté des relieurs et doreurs se retrouve séparée de celle des libraires et imprimeurs, afin qu'il ne soit plus permis de pratiquer dans la même officine les activités d'impression, de reliure et de vente des livres,.

## AuXVIIIesiècle
À la fin du règne de Louis XIV en 1715, une grande partie de la population est pauvre, croulant sous les charges et les impôts. Lorsque le régent Philippe d'Orléans amorce le redressement économique du royaume, le commerce, l'industrie et l'artisanat connaissent un nouvel essor. Alors qu'aux XVIe siècle et XVIIe siècle, les livres traitaient d'études ou de religion, ceux du XVIIIe siècle abordent des sujets plus frivoles tels que des récits de voyages, des almanachs, des récits érotiques ou des solennités (livres de fêtes) ; ils comportent, pour beaucoup d'entre eux, des illustrations en taille-douce. Selon Roger Devauchelle, le métier de relieur n'aurait jamais été « plus honoré et plus lucratif » que pendant les premières décennies du XVIIIe siècle. C'est vers 1740 que le terme « bibliophile » apparait. À l'inverse, la fin de l'Ancien Régime se traduit par une nette décadence de la technique de reliure : pour faire face au grand nombre d'ouvrages à relier, certains artisans se contentent même de coller les dos des livres, sans les coudre.
Vers 1750, une reliure ordinaire au format in-12, couverte en plein veau, est tarifée 10 à 12 sols (soit entre 7€ et 9€). Certains ateliers des plus productifs « dorent » 400 à 600 reliures par jour.

### Décor des dos, des plats et des papiers de gardes
Les cuirs de couvrure utilisés pour les reliures de qualité sont le maroquin — de couleur rouge pour les reliures de luxe, mais aussi bleu, vert olive et citron — et le veau fauve (aussi appelé « veau blond »),. Le veau brun et la basane sont couramment utilisés pour les reliures de seconde main,. Ces cuirs comportent généralement des défauts que les relieurs camouflent par des motifs de taches noires faits à l'éponge, avec de la potasse ou de l'acide nitrique (ce qui finit par brûler le cuir),. Le maroquin à « grains longs », venu d'Angleterre et obtenu artificiellement, est très utilisé entre la période révolutionnaire et l'époque romantique,. Par souci économique, les premières « demi-reliures » apparaissent : leur dos est couvert de cuir — permettant de conserver une bibliothèque aussi esthétique qu'auparavant — et une grande partie de leurs plats sont couverts de papier.

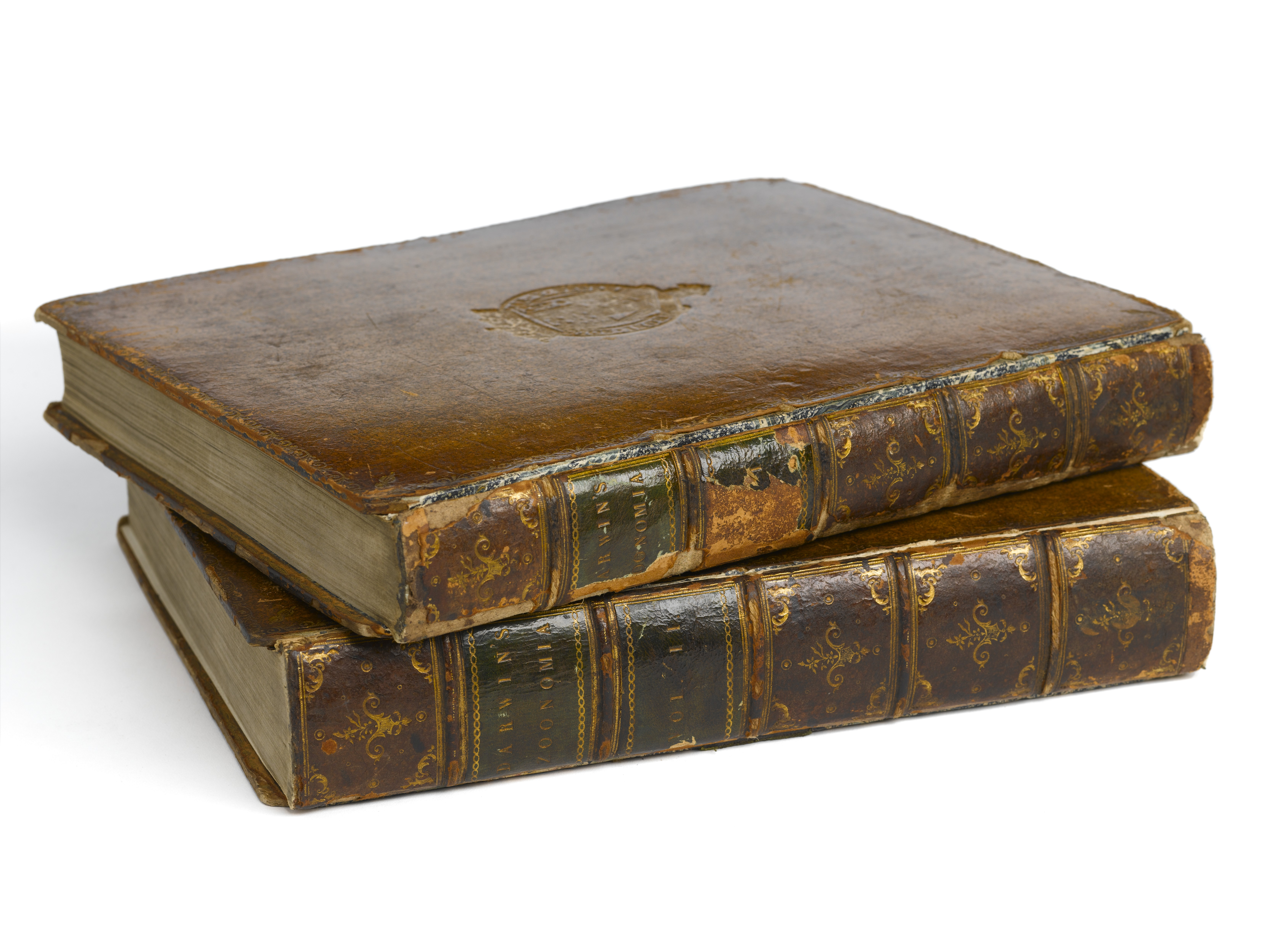
Dos de reliures à nerfs du XVIIIe siècle.

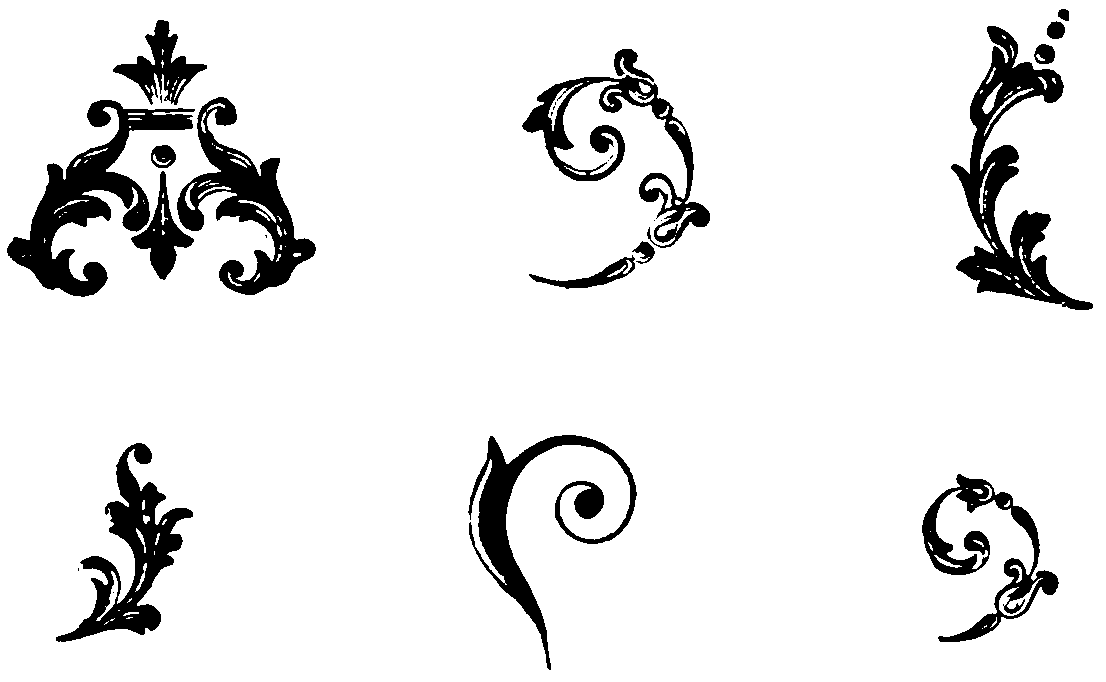
Motifs de petits fers caractéristiques de ce siècle.

Pendant la première moitié du XVIIIe siècle, les dos des reliures font généralement toujours figurer les nerfs et sont toujours ornés de fleurons et fers d'angle. Vers 1740, le fleuron central de chaque caisson d'entre-nerfs est remplacé par un motif floral avec tige et feuilles (généralement une grenade ou une acanthe), et les fers d'angle prennent la forme de feuilles d'acanthe stylisées. Certains dos « plats », c'est-à-dire sans nerf apparents, sont décorés « à la grotesque » (avec répétition d'un même motif sur toute la surface), notamment sur les reliures de Padeloup. D'autres décors sur dos plats viennent symboliser les nerfs par des filets dorés, en reprenant entre ces « faux-nerfs » les décors de caisson habituels.

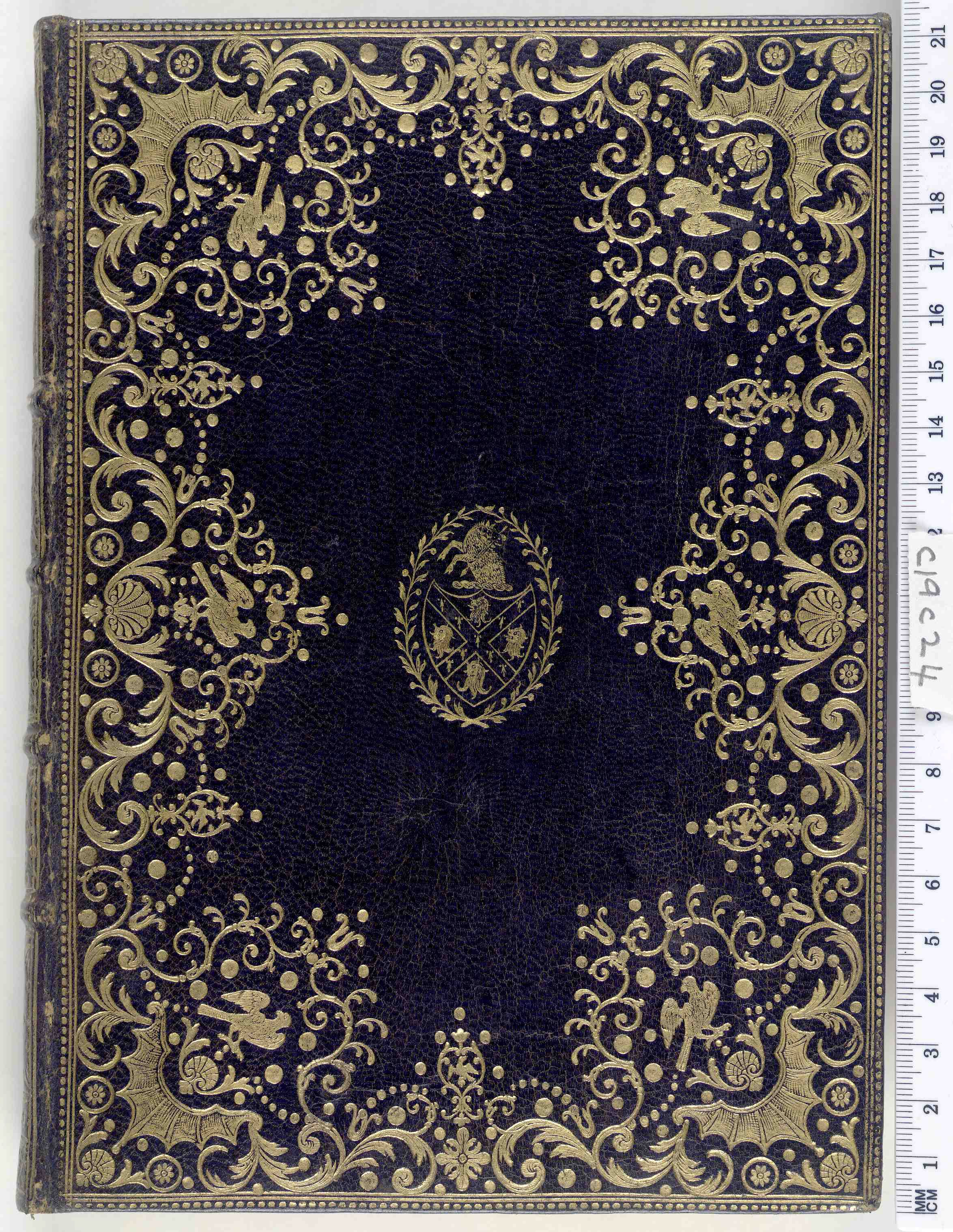
Reliure « à la dentelle » réalisée aux petits fers par Derome, comportant notamment le motif « aile de chauve-souris » aux angles, ainsi que le « fer à oiseau » qui fit la renommée du relieur.

Jusqu'à la fin du règne de Louis XIV, les fers à dorer traduisent l'éclat et la grandeur royale : les motifs du « soleil », du visage stylisé entouré de rayons, des masques, sont très présents, mais également des motifs inspirés du règne animal ou végétal, comme des coquilles, des têtes de lion, des griffons, des feuilles de chêne ou d'acanthe. Le style Régence (1700-1730) se caractérise davantage par la légèreté, la délicatesse et l'équilibre. La reliure emprunte ses motifs décoratifs à la flore (notamment la feuille d'acanthe), à la dentelle, aux oiseaux, à la ferronnerie ou aux laques importées de Chine. Le monde animal s'affirme dans une représentation figurative : ailes de chauves-souris, faunes, oiseaux, singes, dragons et chimères. Les attributs guerriers laissent place aux thèmes évoquant la vie champêtre et bucolique : les jardins, la musique et l'amour. Ces motifs se poursuivent avec plus d'importance et de lourdeur dans le style Louis XV (années 1720-1750). À l'attrait champêtre s'ajoute le goût de l'aventure et de l'exotisme, faisant écho à l'expansion coloniale européenne, notamment en Orient. Les fers au motif « singe » de développent, de même que le motif « Rocaille » (courbes ouvragées inspirées de la nature, en forme de « C » ou de « S »). Enfin, le style Louis XVI tend vers plus de finesse et de simplicité, avec un regain d'intérêt pour les symboles de l'Antiquité (vases, urnes, aigles, chimères), concordant avec les fouilles récentes d'Herculanum et de Pompéi. La nature est toujours représentée, mais de manière idéalisée.
Les relieurs font réaliser des plaques gravées pour la réalisation de reliures en série, comme les almanachs royaux,. De petits formats, ces reliures sont souvent offertes à l'occasion du Nouvel An. À la chute de la royauté, des plaques à caractère républicain ou patriotique viennent remplacer les armoiries. Un grand nombre de reliures armoriées sont détruites au cours de la Révolution, et lorsqu'elles échappent à la destruction, il est alors fréquent que leurs armoiries soient recouvertes d'une mosaïque de cuir.
Selon Pascal Alivon, les reliures dites « à la dentelle », dont l'architecture fut composée au siècle précédent, viennent se confirmer et se populariser au point d'être considérées comme l'archétype du XVIIIe siècle, en y intégrant les thèmes floraux qui lui sont propres,. Les relieurs Padeloup et Derome seront populaires pour ce type de décor. Ce dernier devient célèbre pour sa marque du « fer à oiseau », qu'il intègre dans ses compositions. Un autre type de décor caractéristique de ce siècle est le décor « mosaïqué », c'est-à-dire avec incrustations de morceaux de cuirs très fins et colorés sur le décor des plats. Lemonnier se serait spécialisé dans ce type de décor,. Ces reliures mosaïquées peuvent être à décor symétrique, à compartiments réguliers  ou figuratives ,.

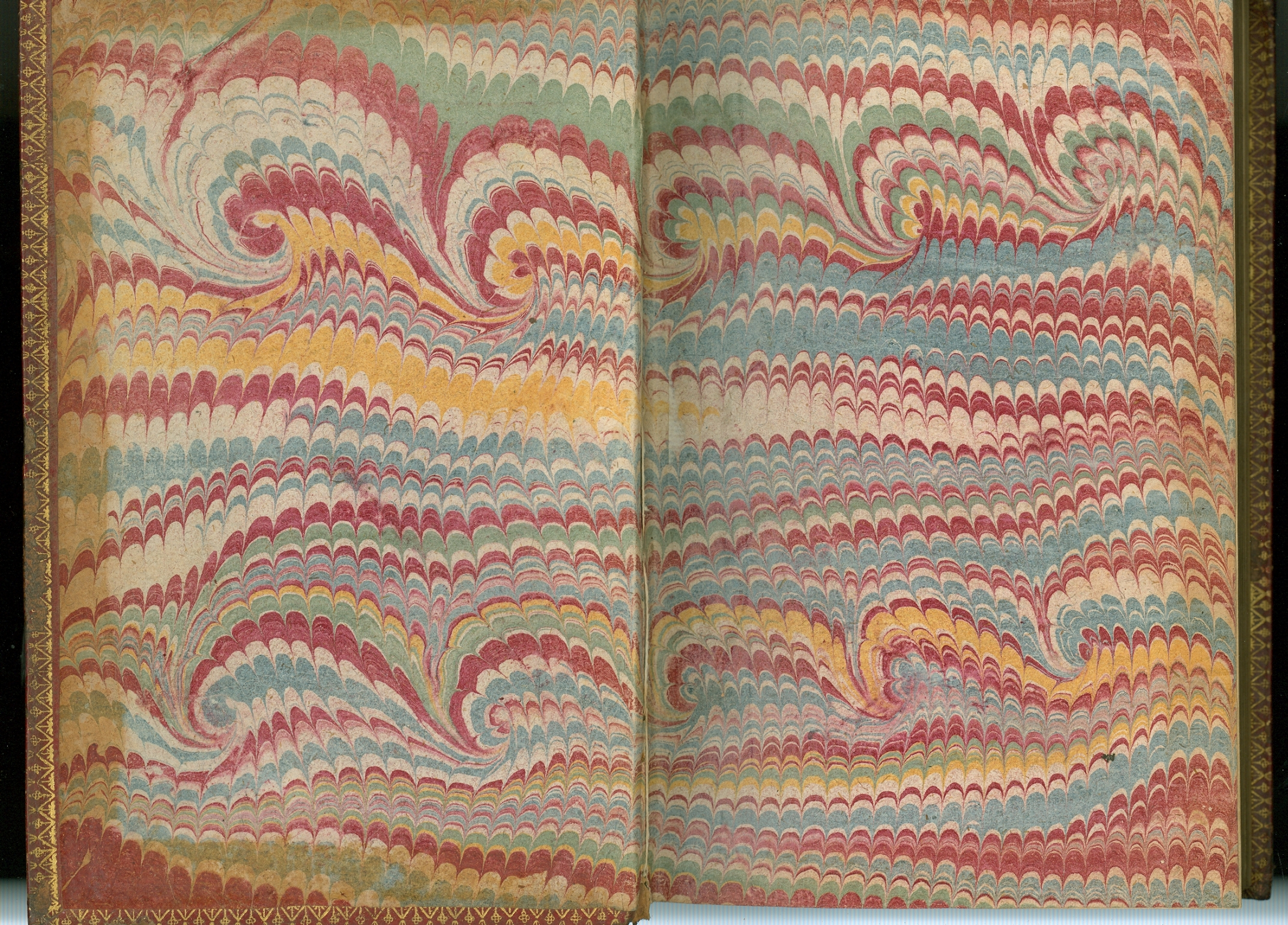
Papier marbré au peigne du XVIII comportant quelques volutes. Une roulette orne les chasses.

Le motif de « peigne » des papiers marbrés de garde est conservé, évoluant en volutes et tourbillons, à trois ou quatre teintes, parfois plus, toujours dans une dominance de rouge ou parfois de bleu. Une doublure de « tabis » (soie légère) est aussi utilisée comme décor sur les plats intérieurs de certaines reliures de grand luxe. Le tabis peut être parfois remplacé par une doublure de maroquin. Les « chasses » (bordures des plats) peuvent alors être décorées d'une roulette ornée, pour border et rehausser ces contre-plats. Les tranches du livre sont parfois dorées sur les reliures de luxe ; marbrées ou teintées en rouge ou en bleu sur les reliures plus ordinaires.

Styles notables des reliures du XVIIIe siècle
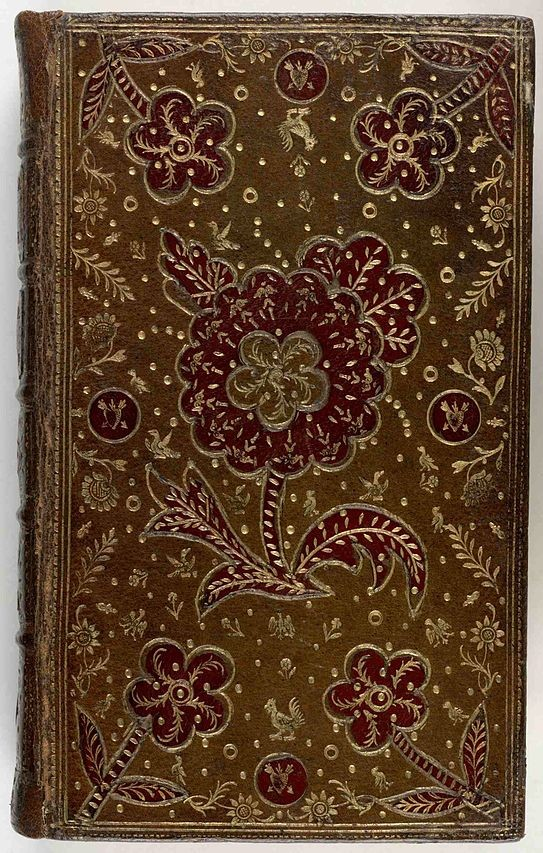
Décor de plat mosaïqué attribué à Antoine-Michel Padeloup.
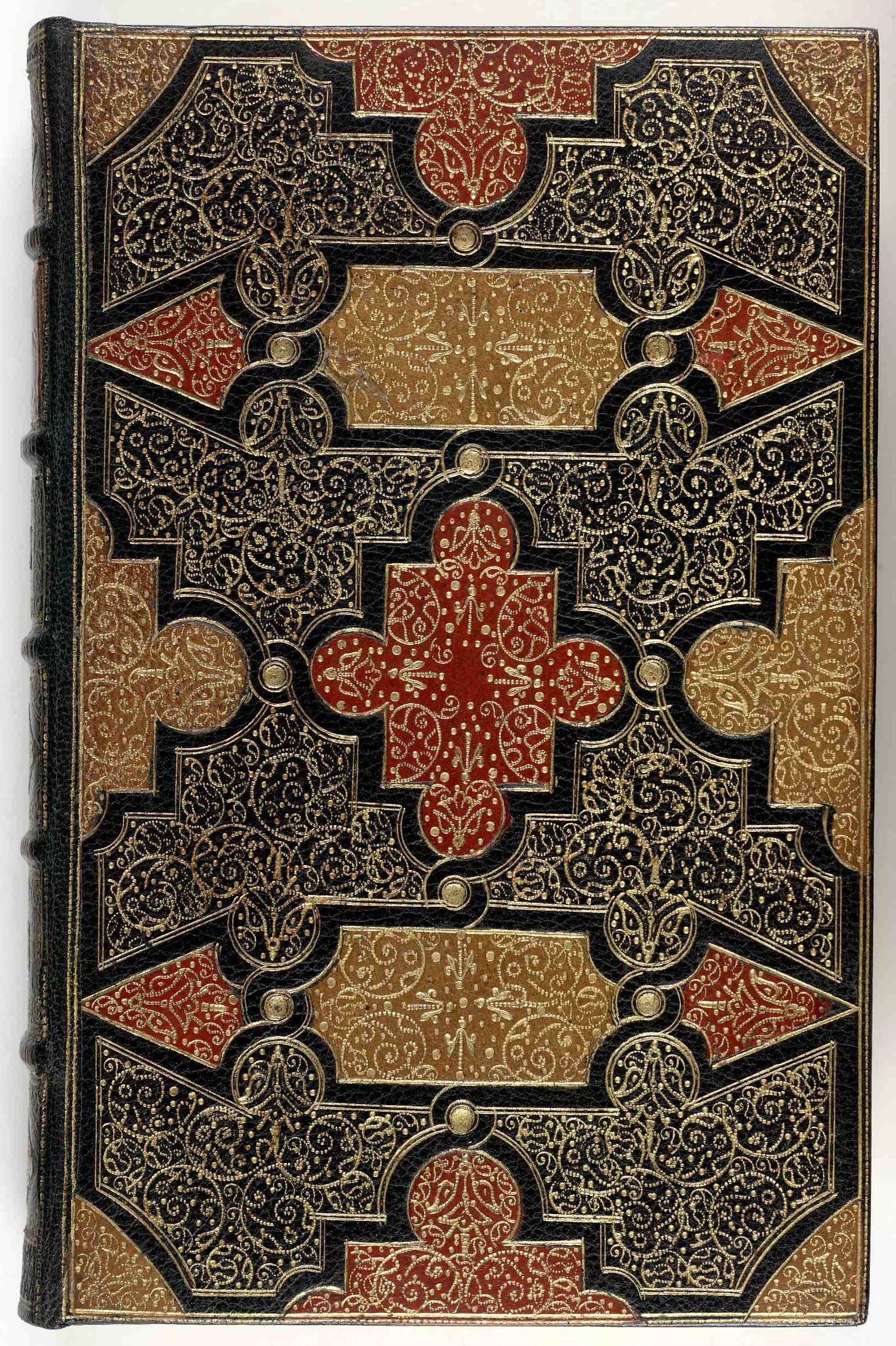
Décor de plat mosaïqué attribué à Antoine-Michel Padeloup.
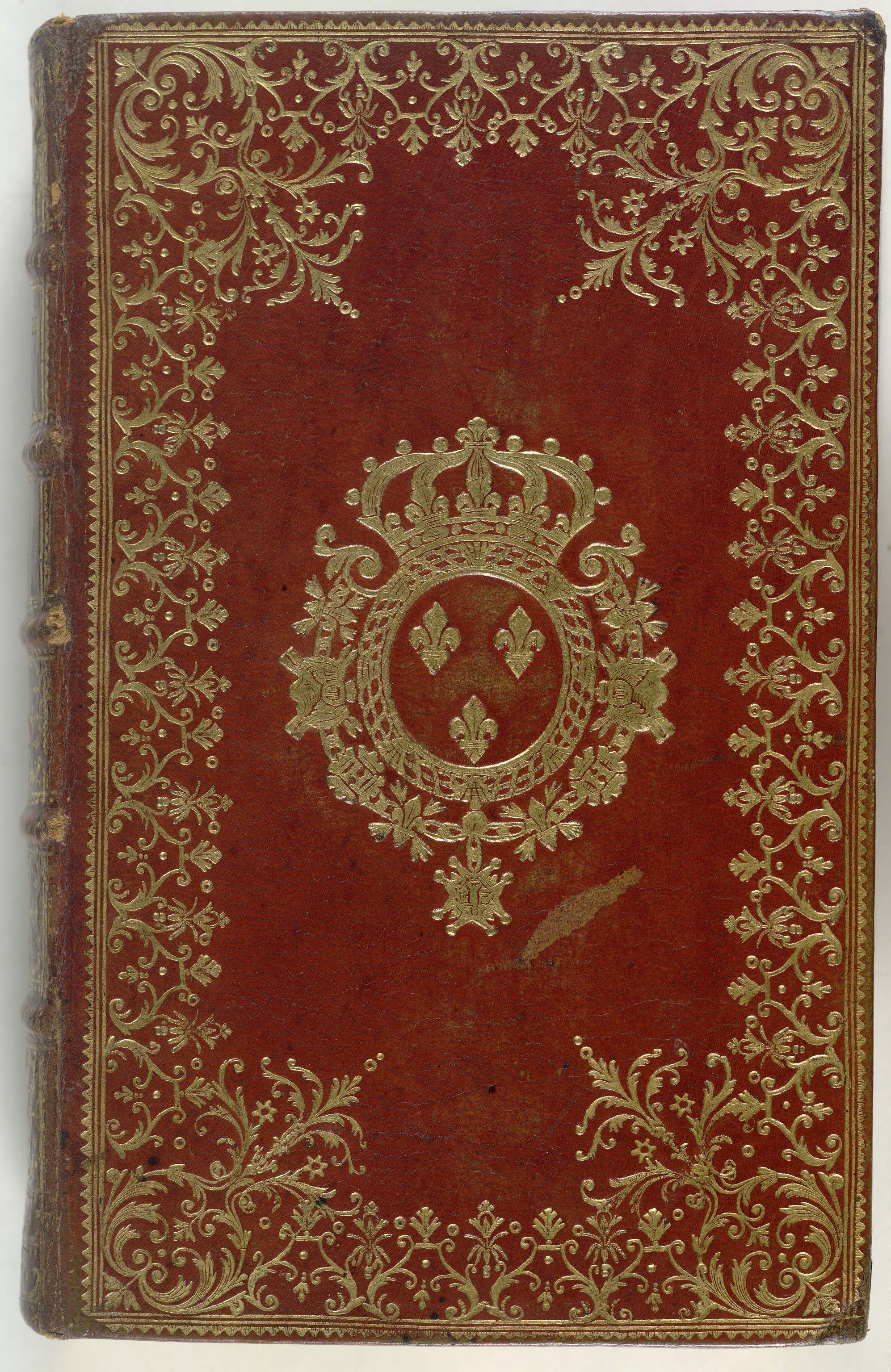
Reliure à la dentelle sur un almanach royal.
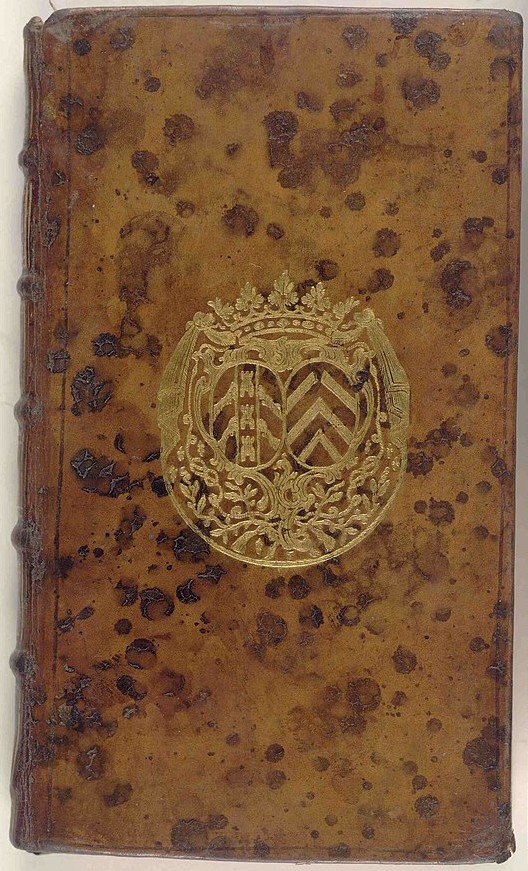
Reliure en veau moucheté, aux armes de la duchesse de Brancas.

### Les titrages: premières pièces de titre

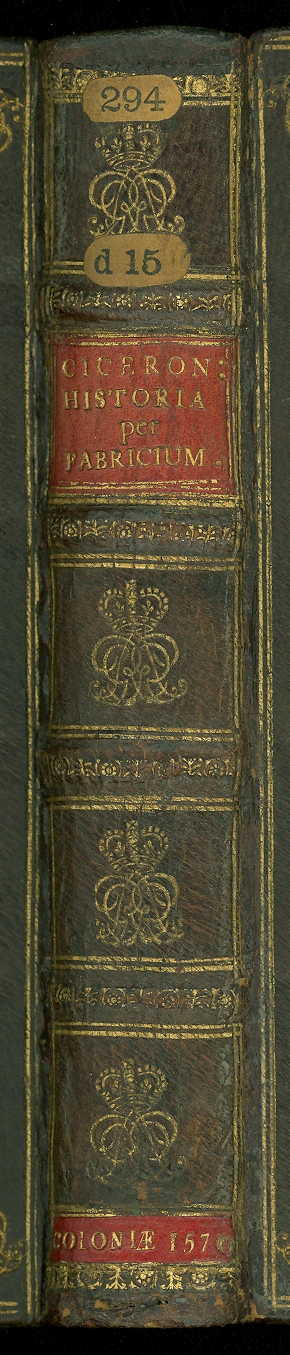
Pièces de titre rouges sur une reliure à nerfs.

Au XVIIIe siècle (ou à la fin du XVIIe siècle) les premières pièces de titre apparaissent,,. Il s'agit d'une pièce fine de cuir ou, plus rarement, de papier, de couleur unie et vive (rouge, vert…), collée sur le dos de la reliure et sur laquelle est poussé le titre. Elles deviennent nécessaires lorsque la peau de couvrure de la reliure comporte par exemple des motifs à forts contrastes (comme le motif « raciné ») ou lorsqu'elle est teinte en fauve. Elles permettent ainsi de rendre le titrage plus apparent et plus lisible.

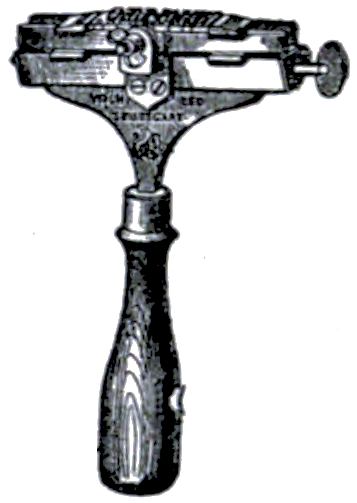
Le composteur est inventé à la fin du XVIII.

Le style Elzevier (ou Elzevir) est le plus employé pour la gravure des lettres à tige, et existe en six tailles, correspondant aux six principaux formats des reliures de l'époque : in-12 (format voisin des futurs livres de poche), petit in-8, grand in-8, petit in-4, grand in-4 et in-folio. Les doreurs des XVIIe siècle et XVIIIe siècle sont généralement beaucoup moins attentifs à l'ordonnance des titrages qu'aux décors des plats et des caissons des dos : les titres sont souvent abrégés, peu compréhensibles, voire cocasses (par exemple : « Memo de Mojo » pour « Mémoires de Monsieur Joly »).
Le composteur est inventé en Allemagne vers 1790, et importé rapidement dans le reste de l'Europe : ce fers large, sorte de mélange entre la palette du doreur et le composteur d'imprimerie, permet de composer des titrages complets, avec des jeux de lettres mobiles, pour les « pousser » ensuite, bien alignés, sur le cuir. Le composteur permet aussi d'utiliser dorénavant le caractère Didot, qui est inventé à Paris dans les années 1780. L'outil remplace peu à peu les anciennes « lettres à tiges » Elzevir qui contraignaient à composer les titrages lettre par lettre.

### Quelques relieurs de renom duXVIIIesiècle

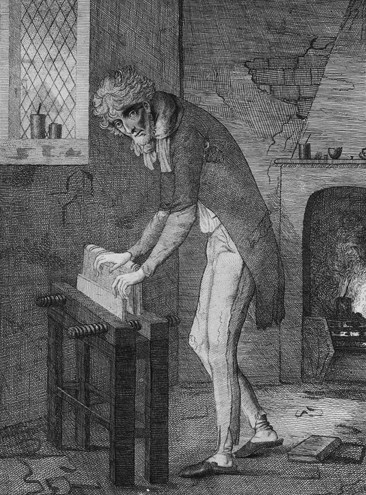
Portrait du relieur Roger Payne en 1800.

Luc-Antoine Boyet et Louis-Joseph Dubois (moins connu) sont les deux « relieurs du roi » en charge à la mort de Louis XIV en 1715. Augustin Du Seuil succède à Dubois à ce titre, après avoir été l'élève d'Antoine-Michel Padeloup, en remettant à l'honneur le décor à encadrements aux filets des plats avec fleurons d'angles, qui fait sa renommée. Padeloup succède quant à lui à Boyet.
Après la mort de Du Seuil en 1746, le titre de relieur du roi fut transmis successivement à plusieurs membres relieurs de la famille Anguerrand, puis à Pierre-Paul Dubuisson, qui succède à Padeloup en 1758. Héraldiste reconnu, Dubuisson écrit également l'ouvrage Armorial des principales maisons et familles du Royaume en 1757. L'atelier du relieur du roi reste actif jusqu'à l'emprisonnement des souverains.
Un certain Bradel aurait inventé ou utilisé pendant la période révolutionnaire, un procédé — en principe provisoire — de protection du livre : un cartonnage recouvert de toile ou de papier, dont le contenu est cousu sur ficelles ou rubans, en attendant d'être couvert en pleine peau. Ce type de cartonnage a adopté le nom de reliure « à la Bradel » (sans être à proprement parler une reliure, puisque les ficelles ou rubans ne sont pas passés en cartons).
En Angleterre, Roger Payne (en) figure aussi parmi les relieurs les plus estimés du XVIIIe siècle.

## Au XIXe siècle siècle

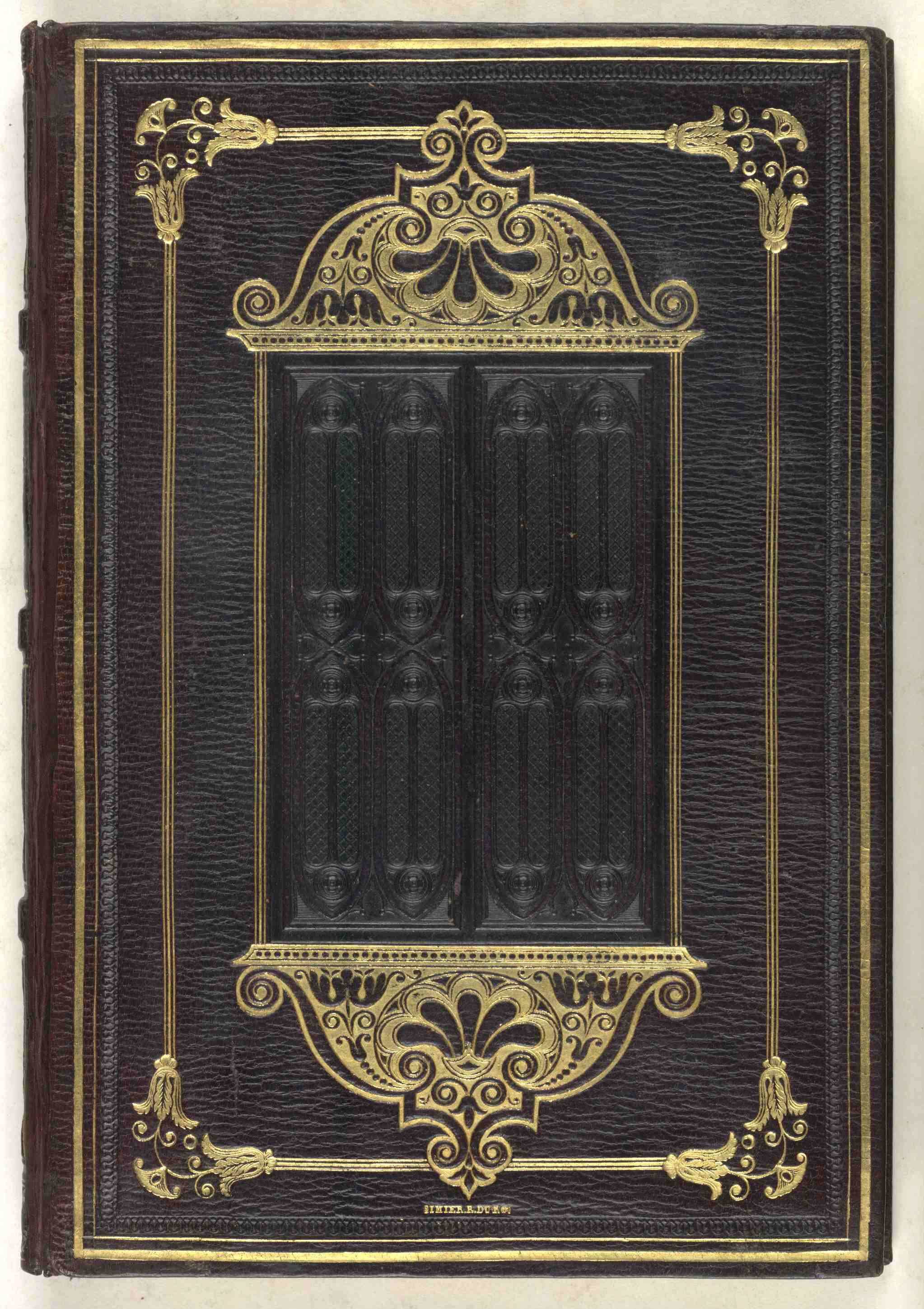
Reliure de Simier.

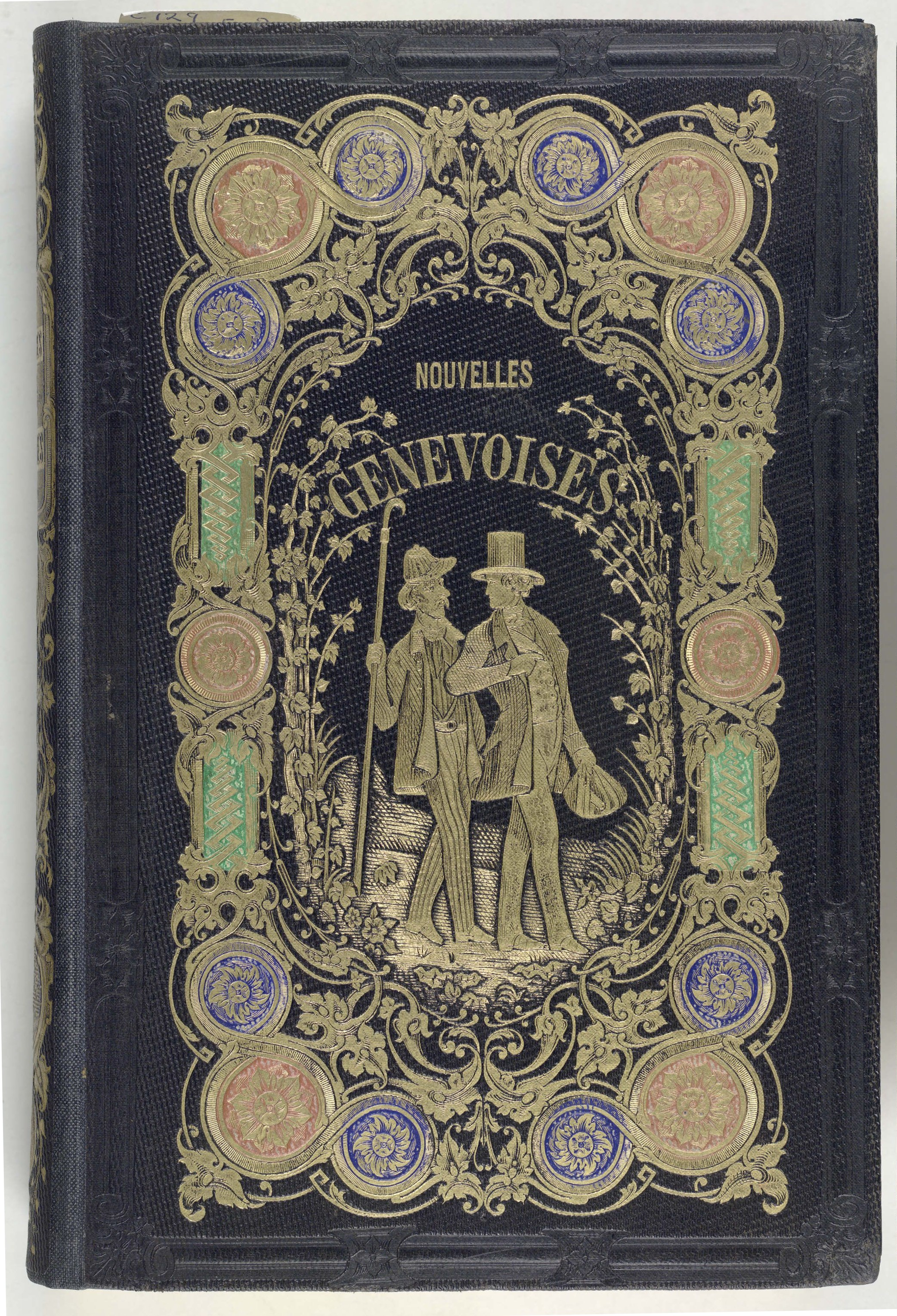
Cartonnage d'éditeur.

## AuXIXesiècle
La reliure occidentale au XIXe siècle est marquée par une nette augmentation de la production du livre due au développement du machinisme, mais également par une diminution de sa qualité. Les relieurs traditionnels ne travaillent plus qu'essentiellement sur des « beaux livres » aux tirages limités, puisque les éditeurs se tournent de plus en plus vers la vente de livres brochés aux couvertures attrayantes, dont les décors, imaginés par des artistes, sont adaptés au contenu de l'ouvrage. 
Les relieurs français s'inspirent du style anglais, qui conserve la préférence de nombreux bibliophiles, surtout au début du siècle. Pendant la période Empire, les frères Bozerian innovent quelques procédés de reliure, notamment la reliure à « dos brisé » et plat, afin que l'ouverture des ouvrages soit plus souple et que les livres puissent rester ouverts bien à plat. Le style Restauration, en matière de décor de reliures, réemploie certains motifs du style Empire. Les palmettes, par exemple, deviennent plus rondes, plus petites et plus légères. Les étoiles, les lyres, les cygnes, coexistent avec des motifs néo-classiques de l'époque Louis XVI, comme les urnes, les feuillages ou les bouquets et guirlandes. Les reliures des Bozerian et de Thouvenin marquent la transition vers le style romantique, où l'art du Moyen Âge revient à la mode, de même que les motifs du XVIe siècle. 
Le relieur Roger Devauchelle estime que la période de la reliure pastiche, entre 1840 et 1870, compromet « pour un demi-siècle au minimum toute idée créatrice », mais a pour résultat « d'amener les doreurs à la perfection et à la virtuosité manuelle dans l'art de refaire tous les grands décors des époques précédentes ». En parallèle, plusieurs machines pour la reliure apparaissent dans les années 1840, facilitant le travail des relieurs, et les reliures d'éditeurs (emboitages recouverts de percaline ou papier, dorés et gaufrés au balancier) se multiplient. Certaines maisons d'édition, comme Mame ou Engel, font fabriquer leurs propres plaques gravées décoratives qu'ils utilisent sur un grand nombre de reliures. Le livre devient progressivement un produit plus industriel. À l'aube du XXe siècle, les « artisans » relieurs développent pour beaucoup une approche plus « artistique » de leur travail, contraints de s'adapter à cette nouveauté présentée par la reliure industrielle : la recherche d'une correspondance entre le décor de la reliure et le contenu de l’ouvrage à relier.

## AuxXXeetXXIesiècles
Avec le début du XXe siècle, la reliure devient création artistique à part entière et se répartit entre livres d’artistes (création originale de tout le livre dont la reliure) et livres-objets (création d’une reliure originale). Parmi les relieurs d’art les plus remarquables du XXe siècle, citons notamment Rose Adler, Paul Bonet, Georges Cretté, Pierre Legrain, Germaine de Coster, Monique Mathieu, Pierre-Lucien Martin et les artistes de la fin du siècle ou du début XXIe siècle : Colette et Jean-Paul Miguet, Sün Evrard et Daniel Knoderer.